# Roseto di Roma
Il Roseto di Roma è un giardino situato sulle pendici dell'Aventino, nei pressi del Circo Massimo, nella città di Roma.

## Storia

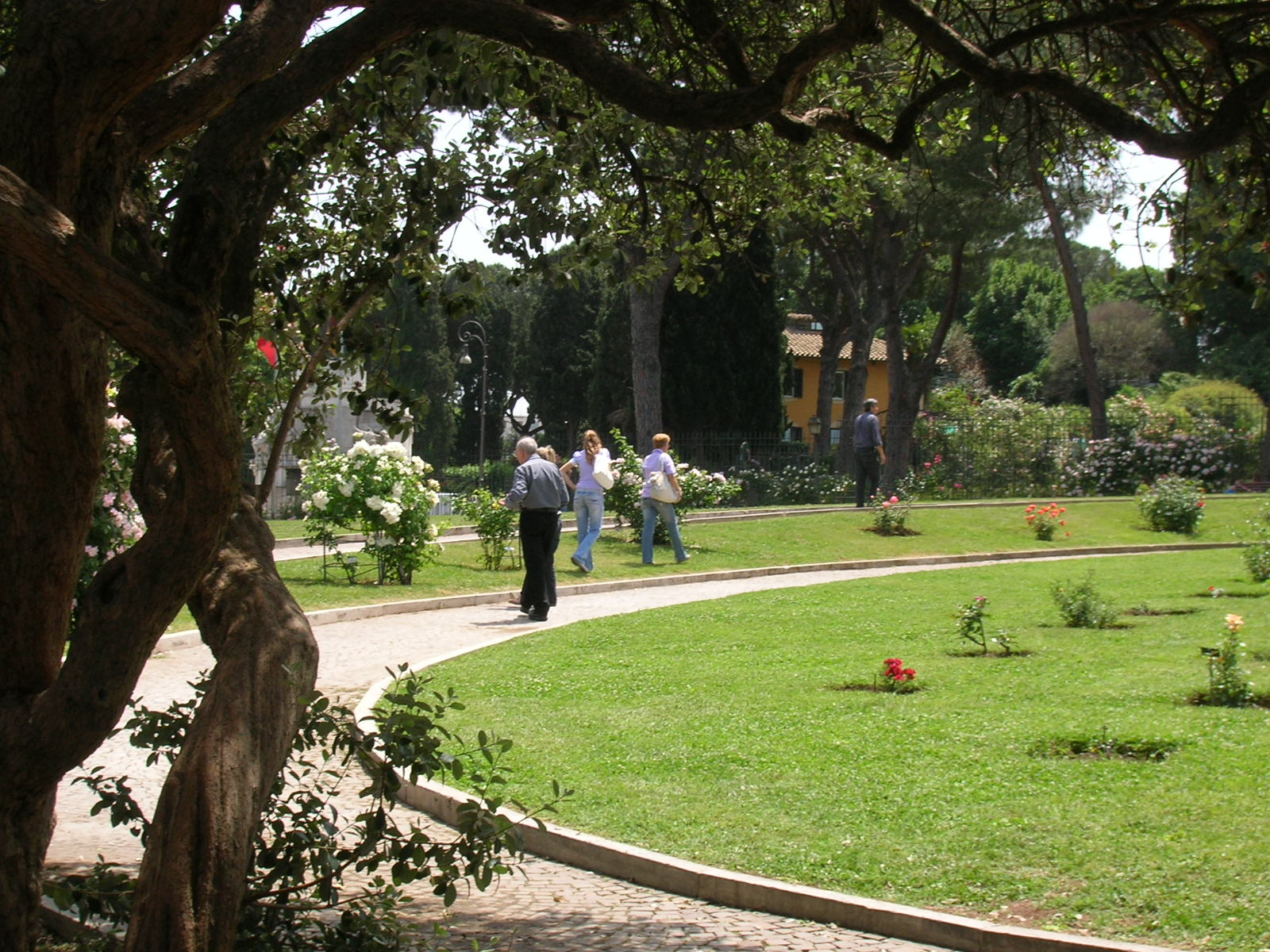
Un altro scorcio del Roseto dalla zona degli alberi di Acca sellowiana

Il roseto di Roma fu istituito nel 1931, su decisione del governatore, il principe Francesco Boncompagni Ludovisi, sollecitato dalla contessa Mary Gayley Senni. L'originaria collocazione era sul colle Oppio, presso il Colosseo. Il giardino era costituito da circa trecento piante, compresa una raccolta di rose provenienti dal Vivaio del Governatorato. Nel maggio 1933 fu istituito il Premio Roma per le Nuove Varietà di Rose, il concorso più antico del mondo dedicato a questi fiori dopo quello di Bagatelle, vicino a Parigi, istituito nel 1907. La contessa Mary Gayley Senni fu la curatrice delle varie edizioni e fece parte della giuria fino al 1954, in rappresentanza dell'American Rose Society.
Il roseto sul Celio andò distrutto durante la seconda guerra mondiale e fu ricostituito nella Valle Murcia - un'area agricola che, dal III secolo a.C., era stata sede di un tempio dedicato a Flora. Nel 1645 vi era stato collocato il cimitero ebraico: il sito era per ciò detto "Ortaccio degli Ebrei".
Il cimitero ebraico fu spostato nel 1934 in un settore del cimitero del Verano, e la zona fu occupata da "orti di guerra", per poi rimanere incolta. Nel 1950 il Comune, con l'accordo della comunità ebraica, decise di ricreare il roseto nell'area attuale. L'antica destinazione non fu però obliterata: i vialetti che dividono le aiuole nel settore delle collezioni formano in pianta il disegno di una menorah e ai due ingressi venne posta una stele con le tavole della legge, opera dell'architetto Angelo Di Castro.

## Descrizione
In un'area di circa 10000 m² in leggero declivio, divisa in due da via di Valle Murcia (aperta nel 1934), si trovano circa 1 100 diverse specie di rose. Nel settore più grande sono ospitate le varietà che permettono di tracciare l'evoluzione della rosa dall'antichità a oggi, suddivise tra "rose botaniche", "rose antiche" e "rose moderne".
Di particolare importanza la collezione di "rose botaniche" e "rose antiche", la cui diffusione iniziò a declinare dopo l'inizio delle ibridazioni con le rose cinesi, importate a partire dagli inizi del XIX secolo, che diedero l'inizio alle numerosissime varietà delle "rose moderne".
Nella seconda sezione, più piccola, vengono ospitate le nuove varietà di rose appena create, inviate qui da tutto il mondo, che dopo una permanenza di due anni partecipano al concorso internazionale "Premio Roma" per nuove varietà.
Il parco è aperto al pubblico per l'intera giornata da maggio a ottobre.

### Alcune varietà di rose nel Roseto di Roma

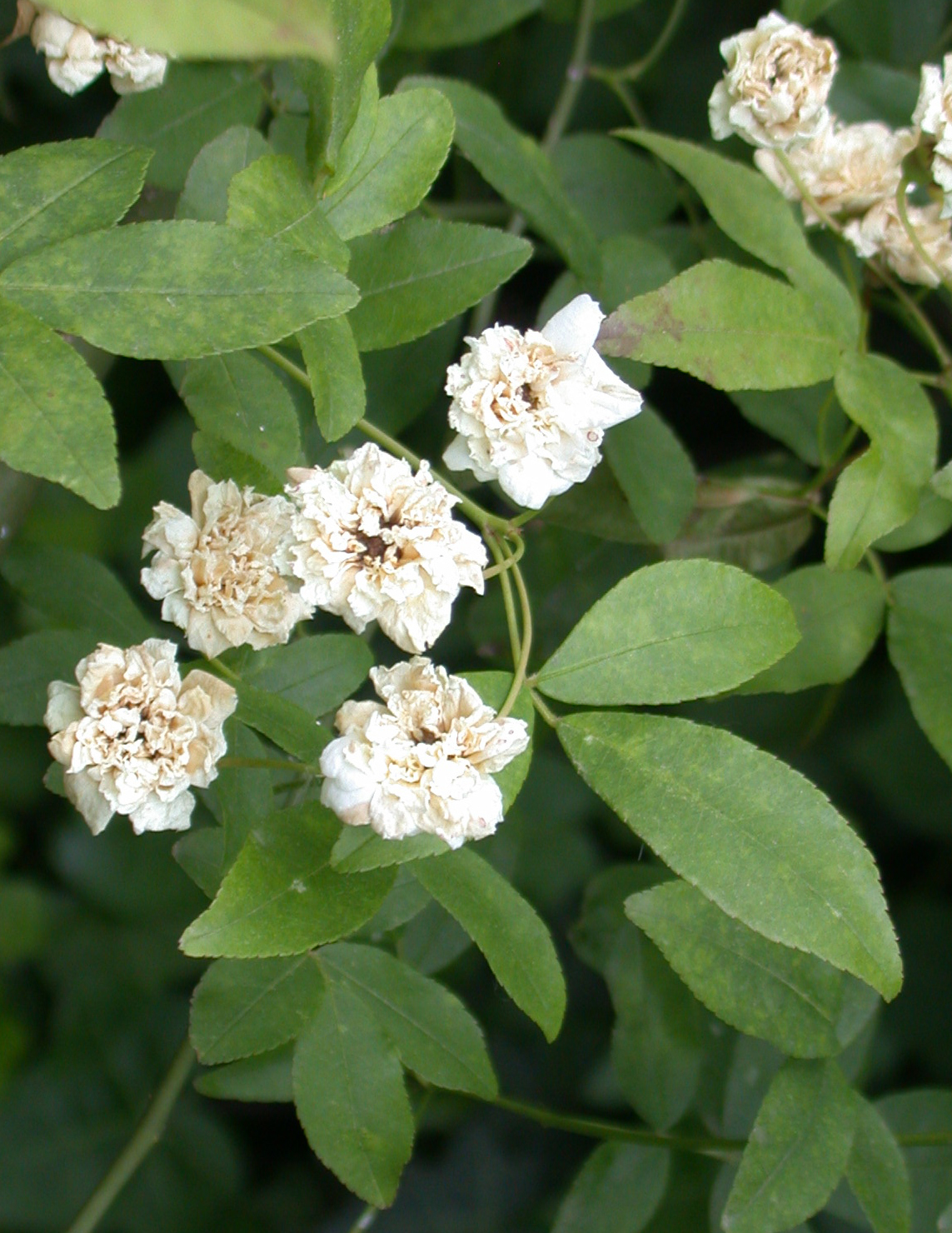
R.Banksiae Banksiae, W.Kerr, 1807 (Cina centrale) Babcksianae
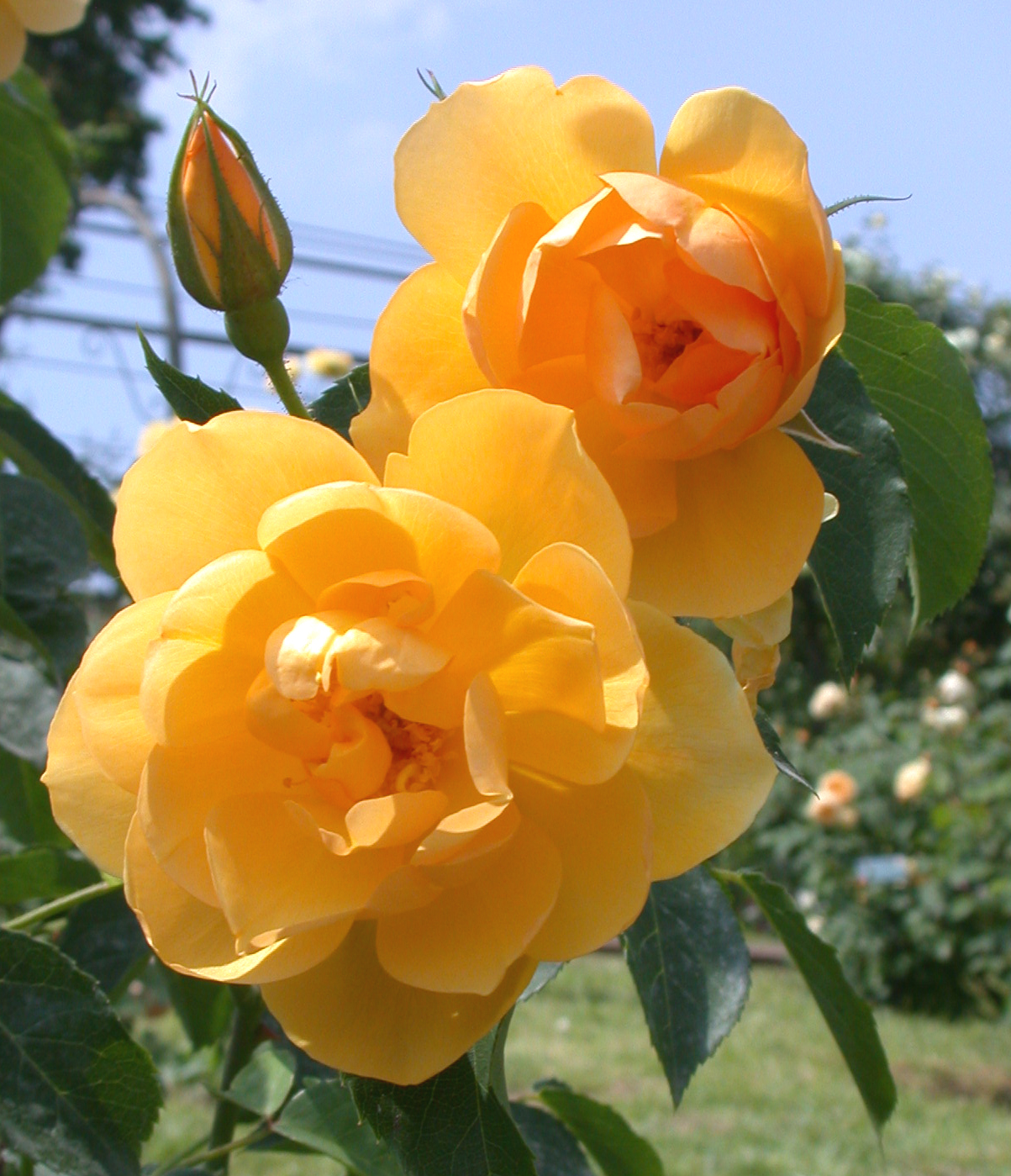
Rosa Buttercup, Davin Austin, 1999 (Inghilterra) EN-B2 / V-A INGL
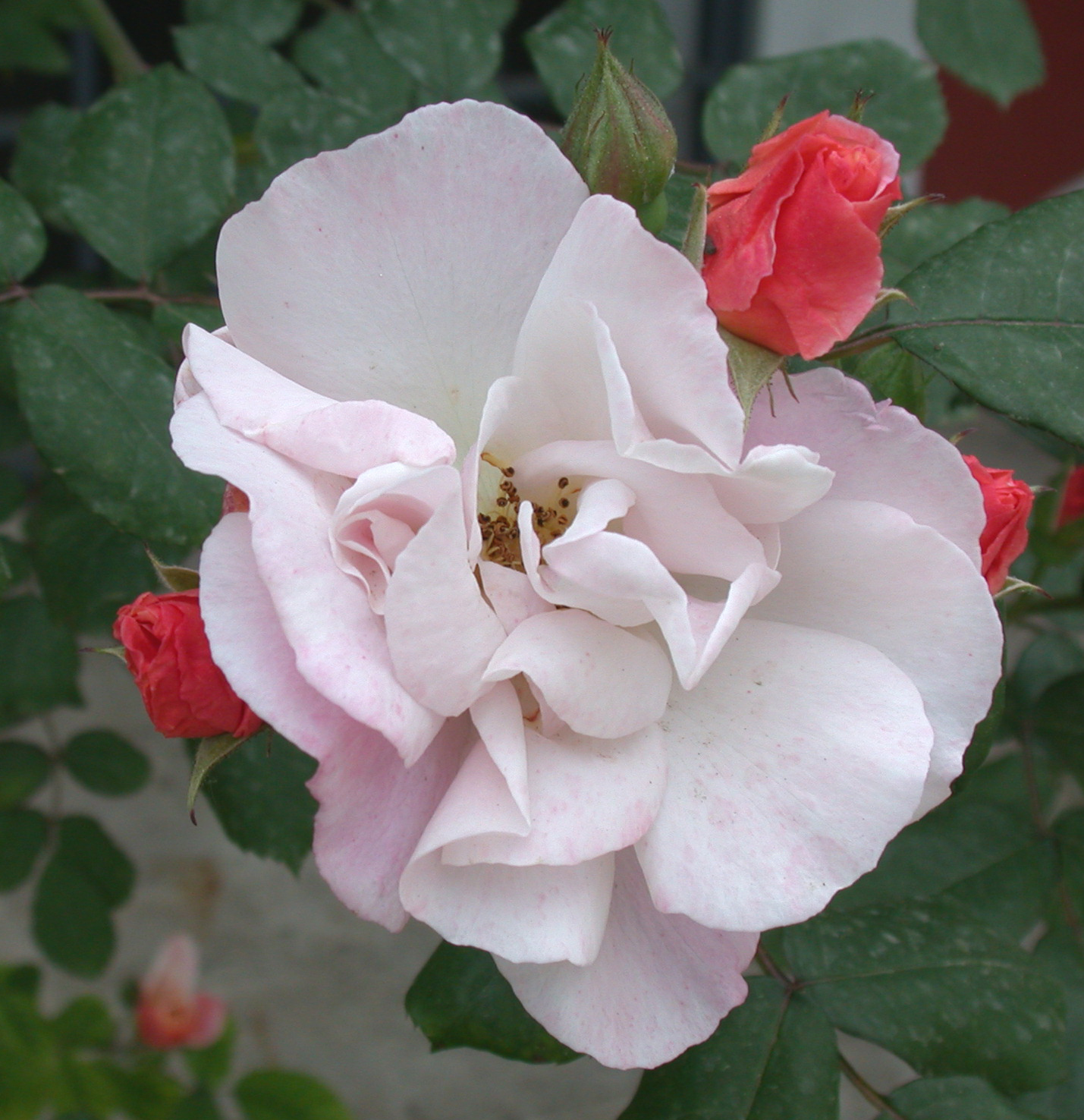
Rosa Clair Matin, Meilland, 1960 (Francia) U LCL
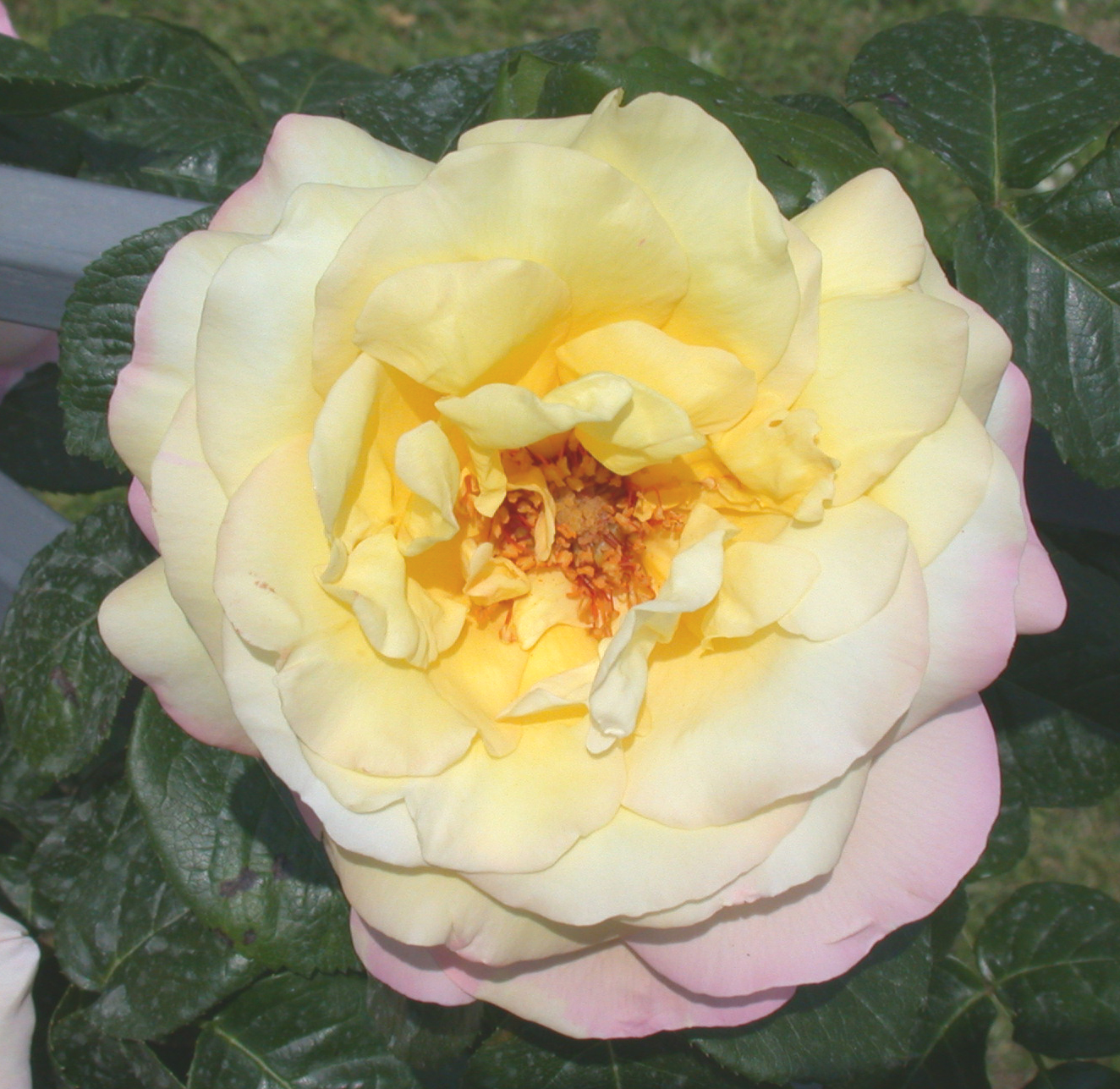
Rosa Gioia Climbing, Brady, 1950 (USA) CL HT (In Francia "M.me A.Meilland", in Germania "Gloria Dei" e negli Stati Uniti "Peace")
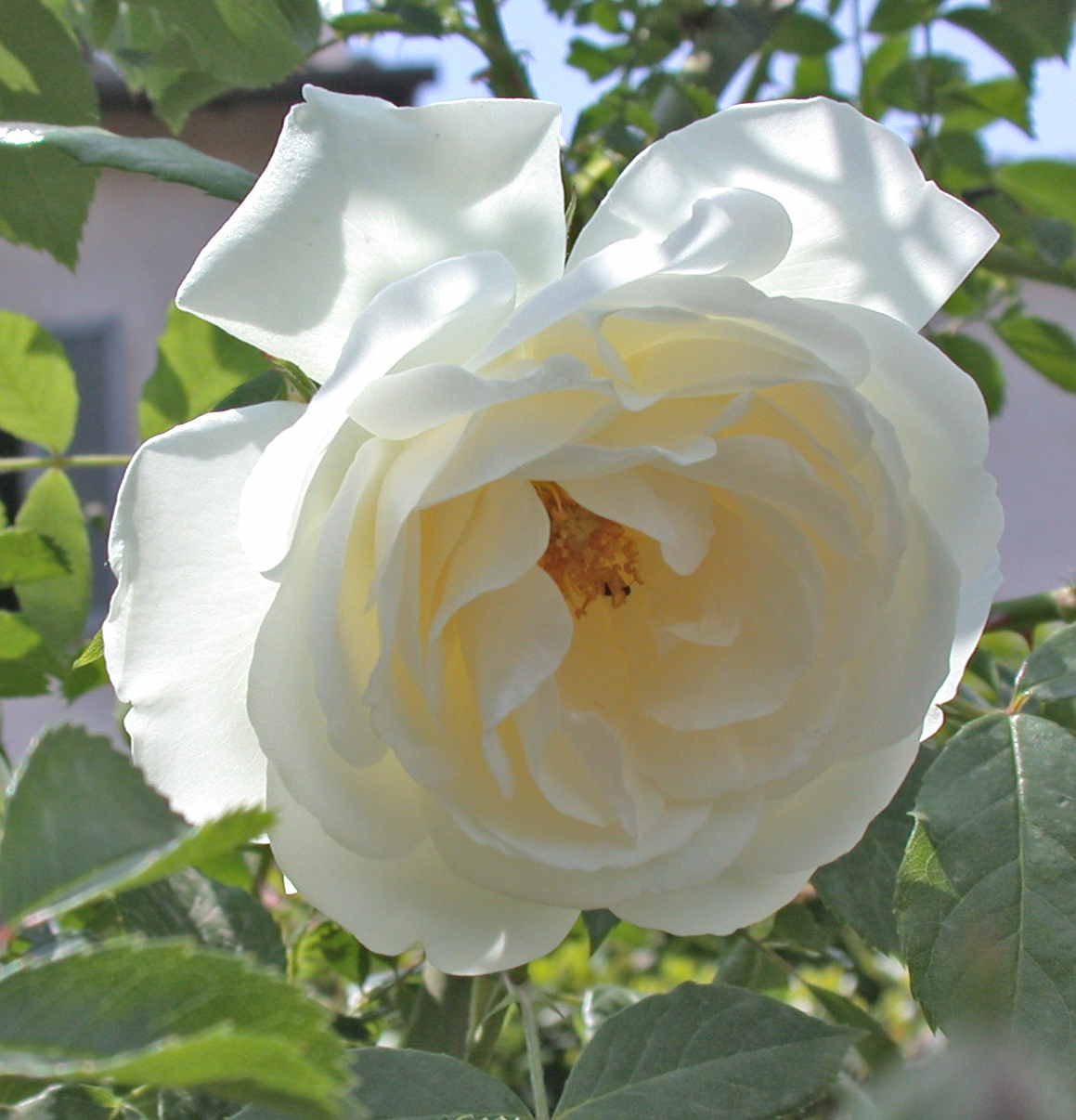
Rosa Iceberg Climbing, B.R.Cant, 1968 (Inghilterra) R-95 CL FL
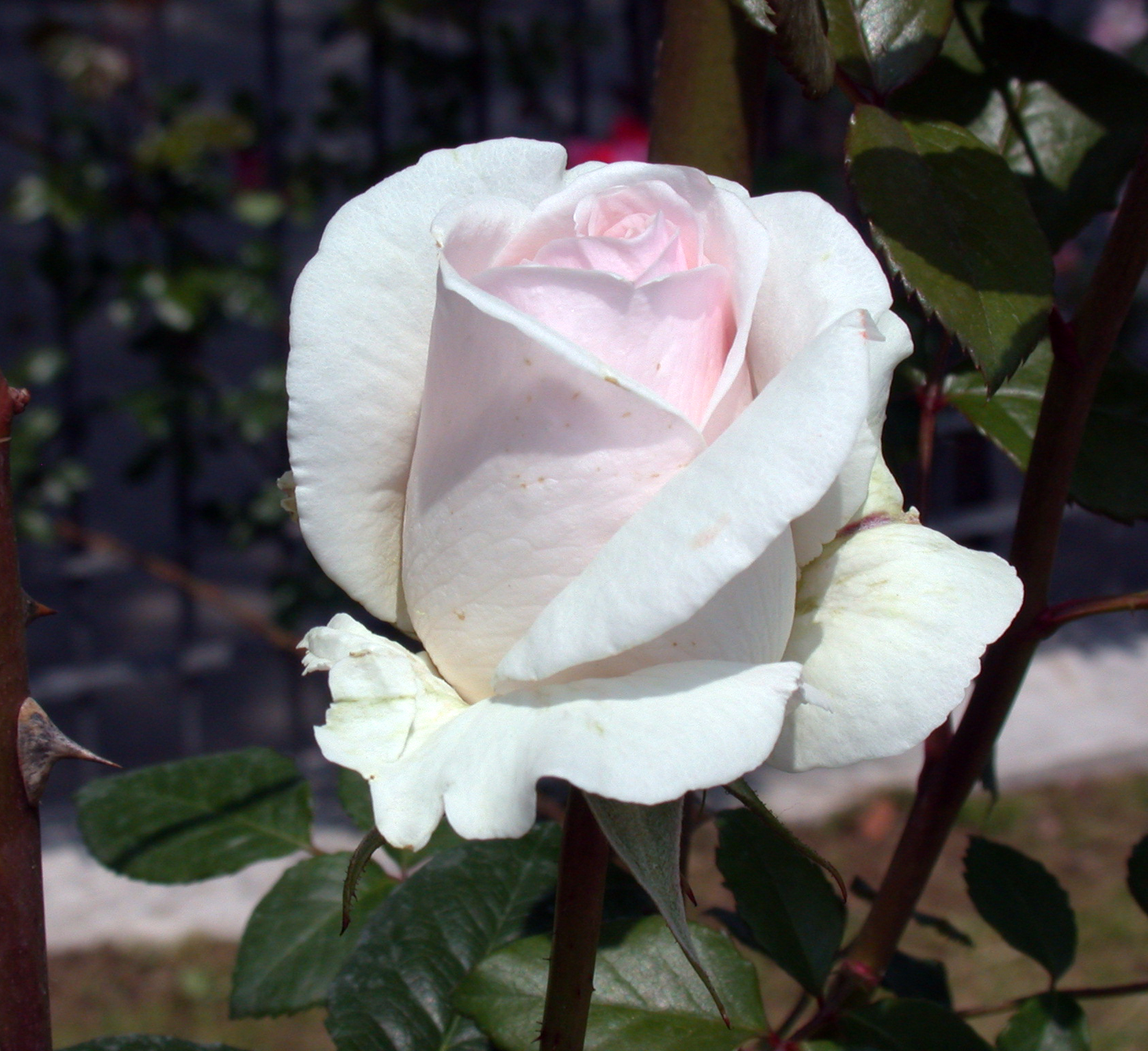
Rosa Julia Renaissance, Poulsen, 1996 (Danimarca) T5 ARB
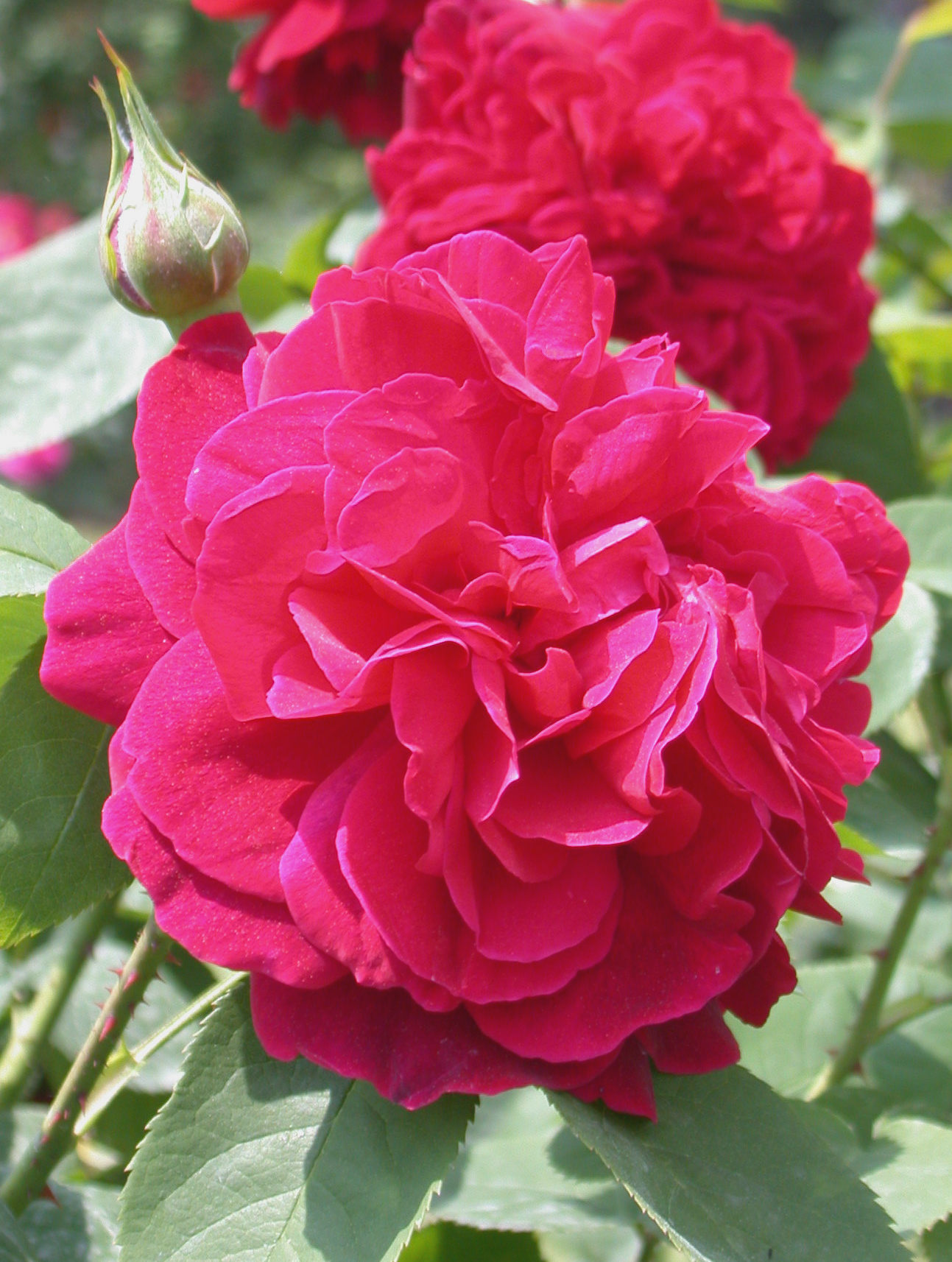
Rosa L.D.Braithwaite, David Austin, 1988 (Inghilterra) EN-B4 INGL
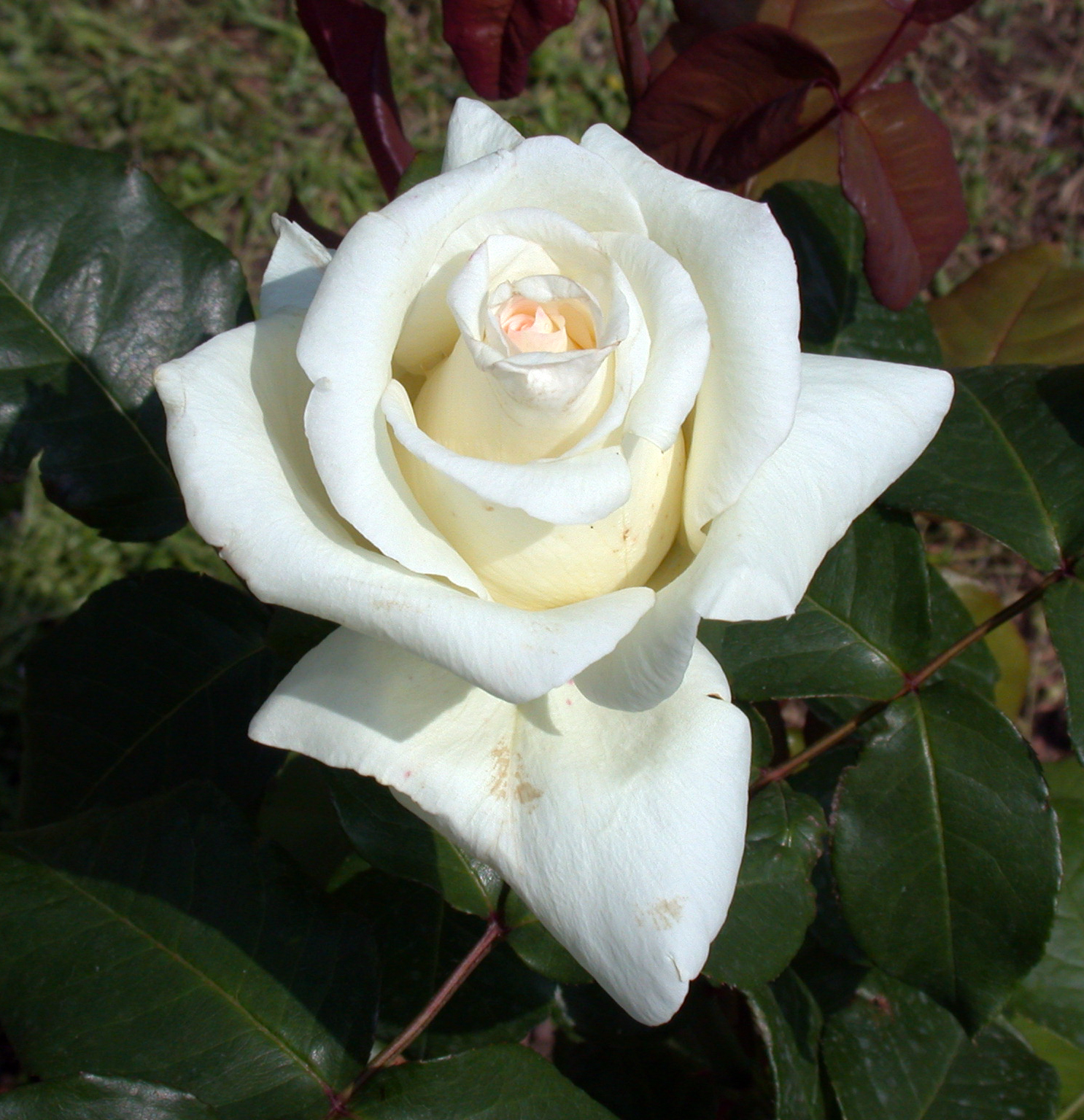
Rosa New Champagne, Williams, 2001 (USA) G-B2 HT
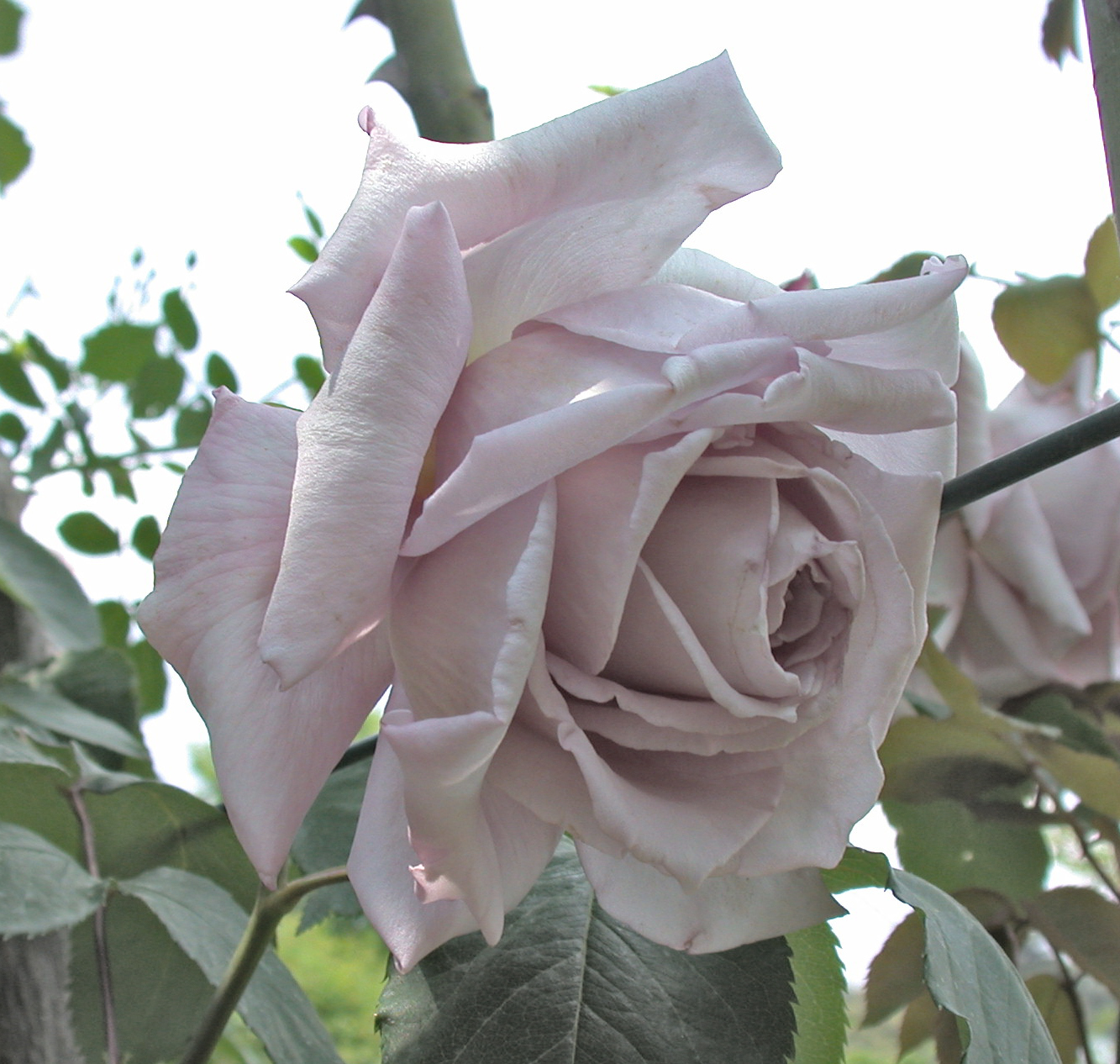
Rosa Serenissima, Y.Takatori, 1980 (Giappone) R-76/R-81 LCL
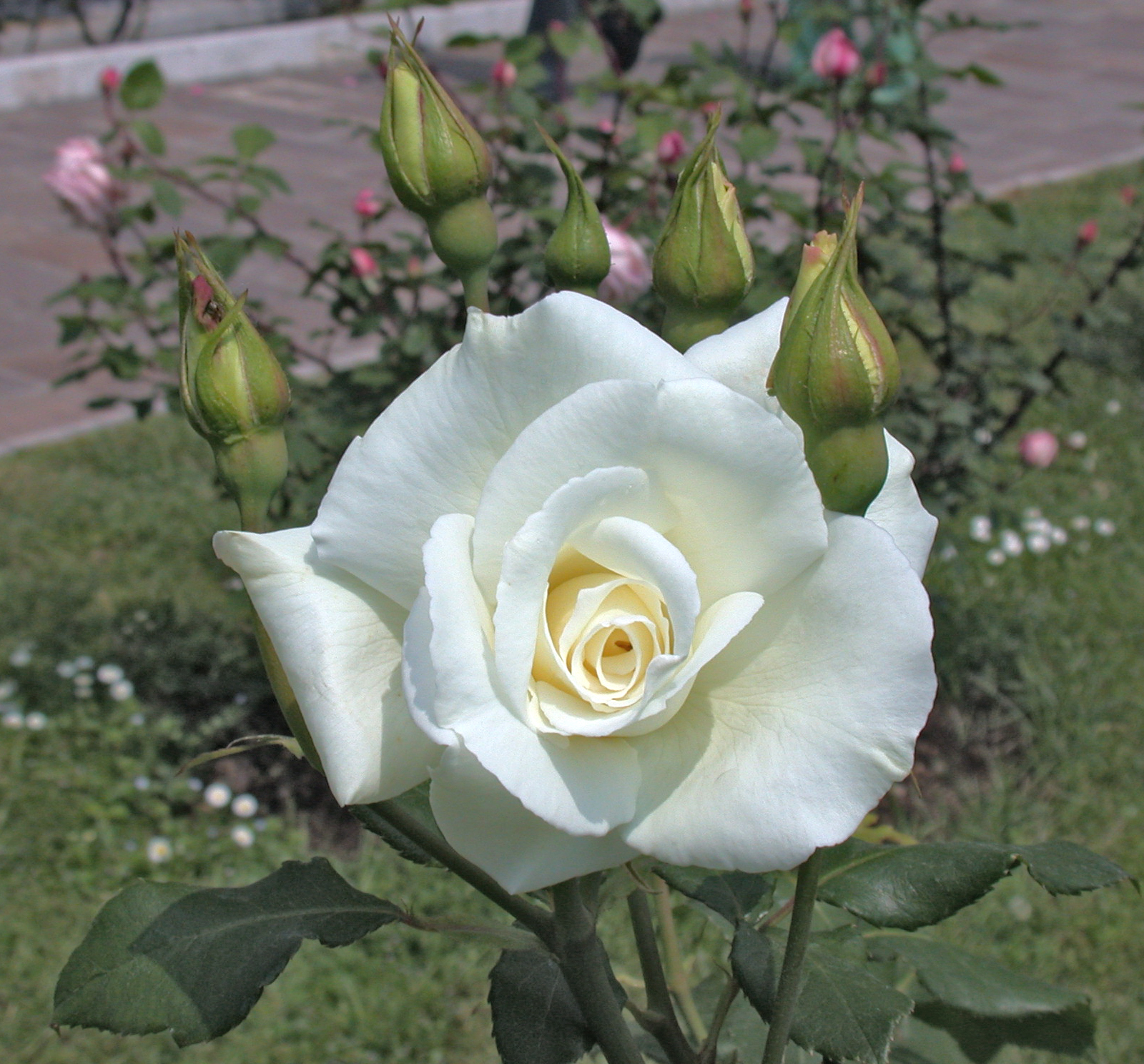
Rosa Virgo, Mallerin, 1947 (Francia) H-F11 H.T.
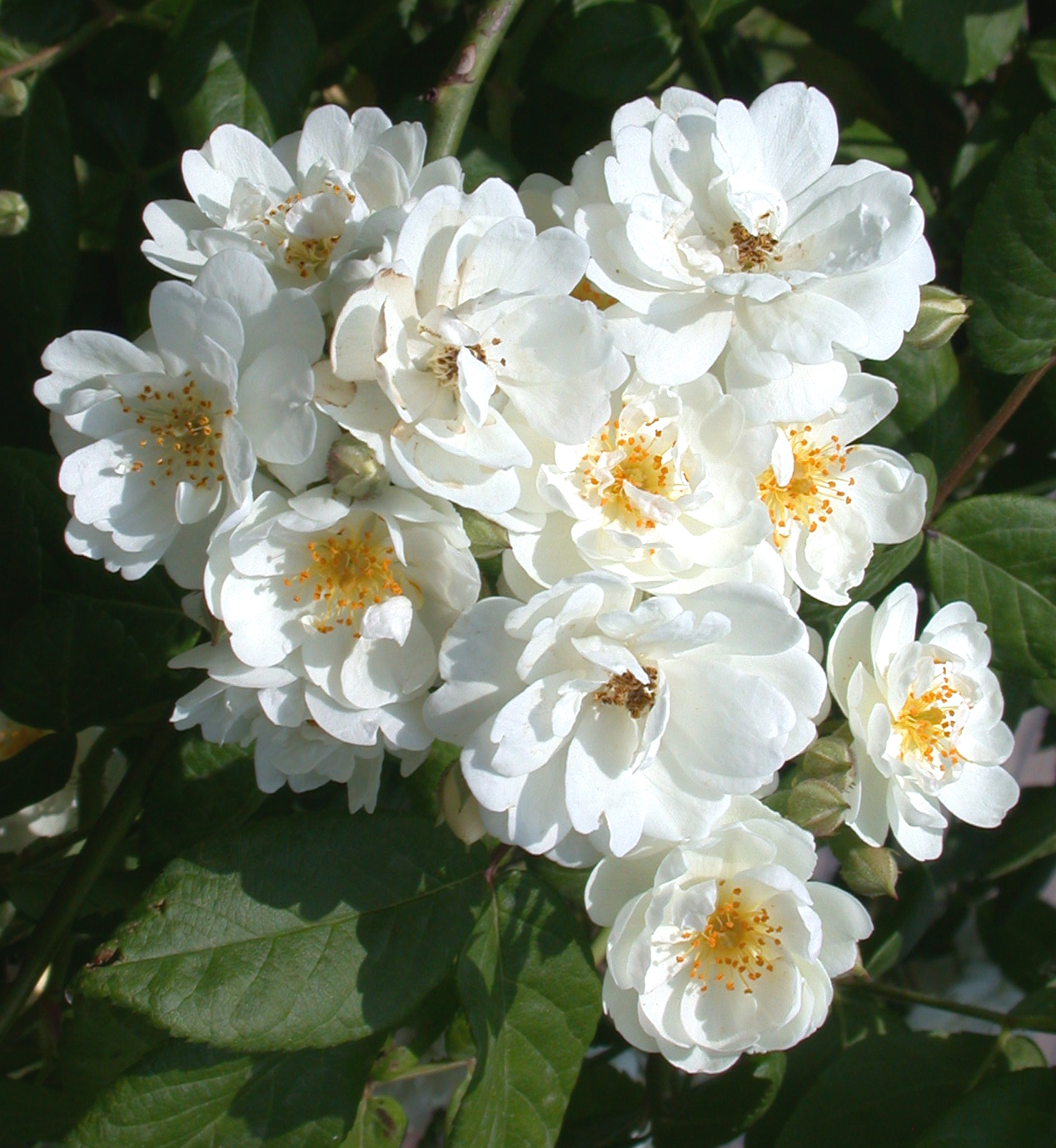
Rosa Waterloo, Lens, 1988 (Belgio) U ARB
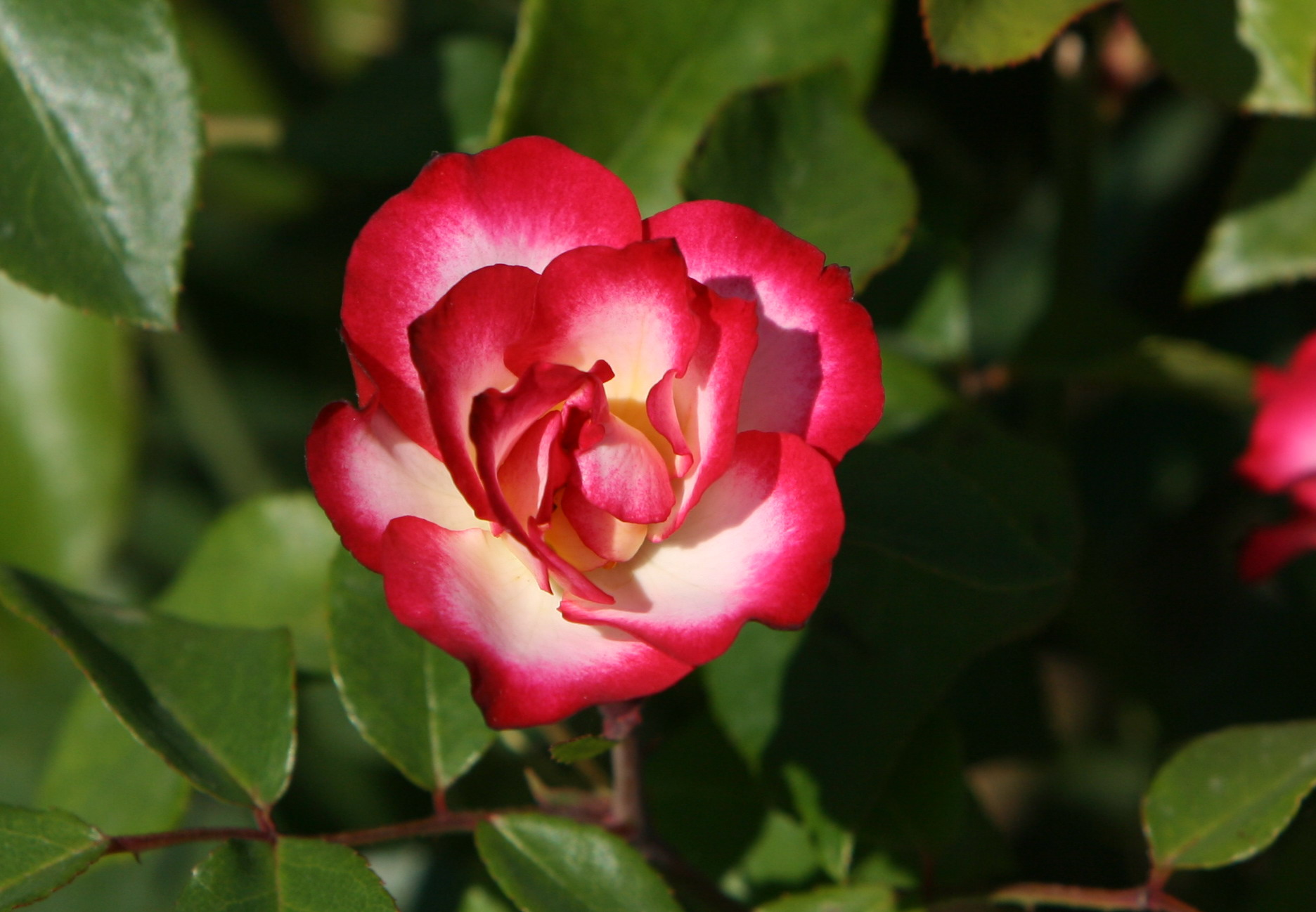
Rosa Dorlobla
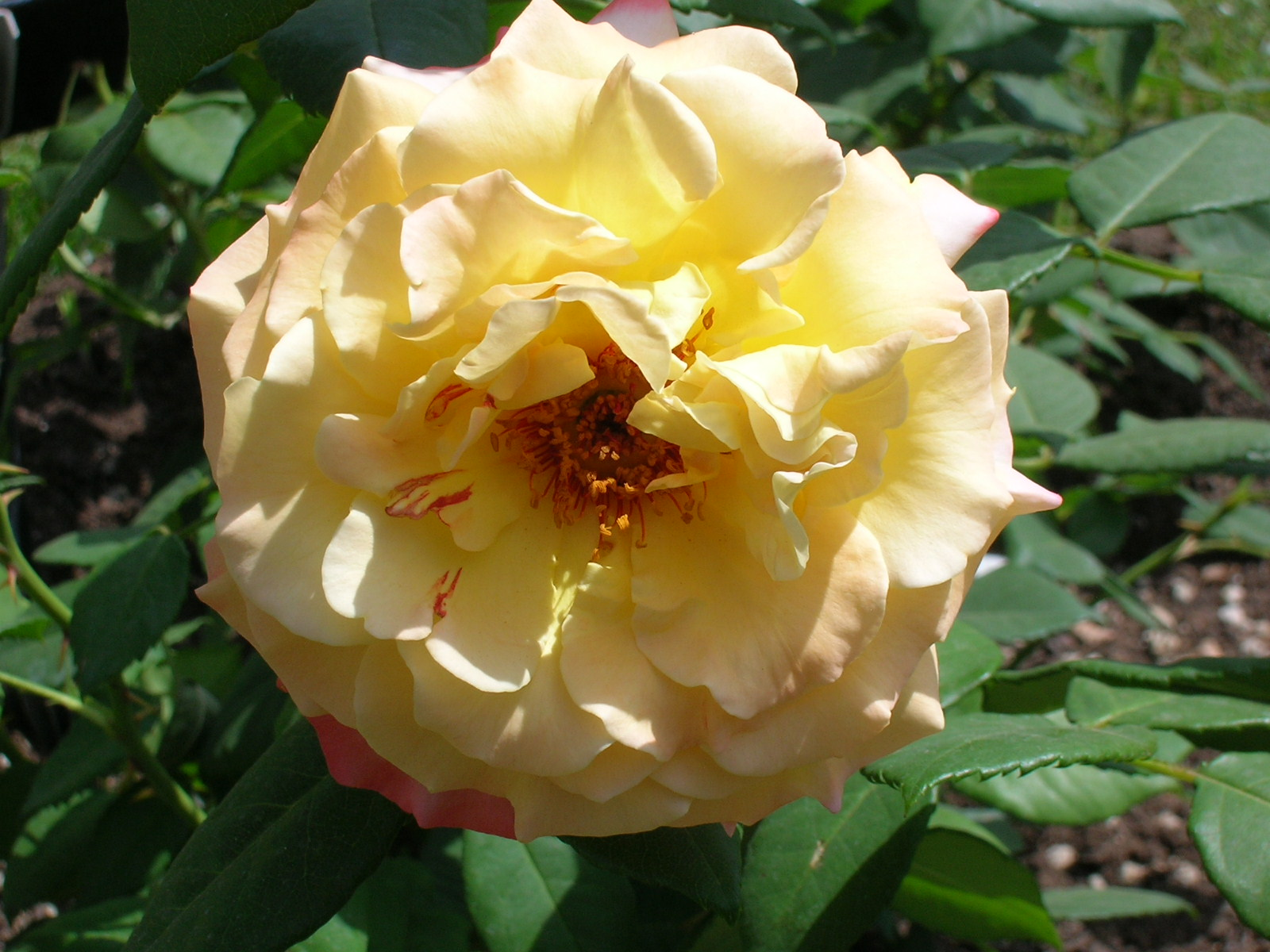
Rosa Aquarell
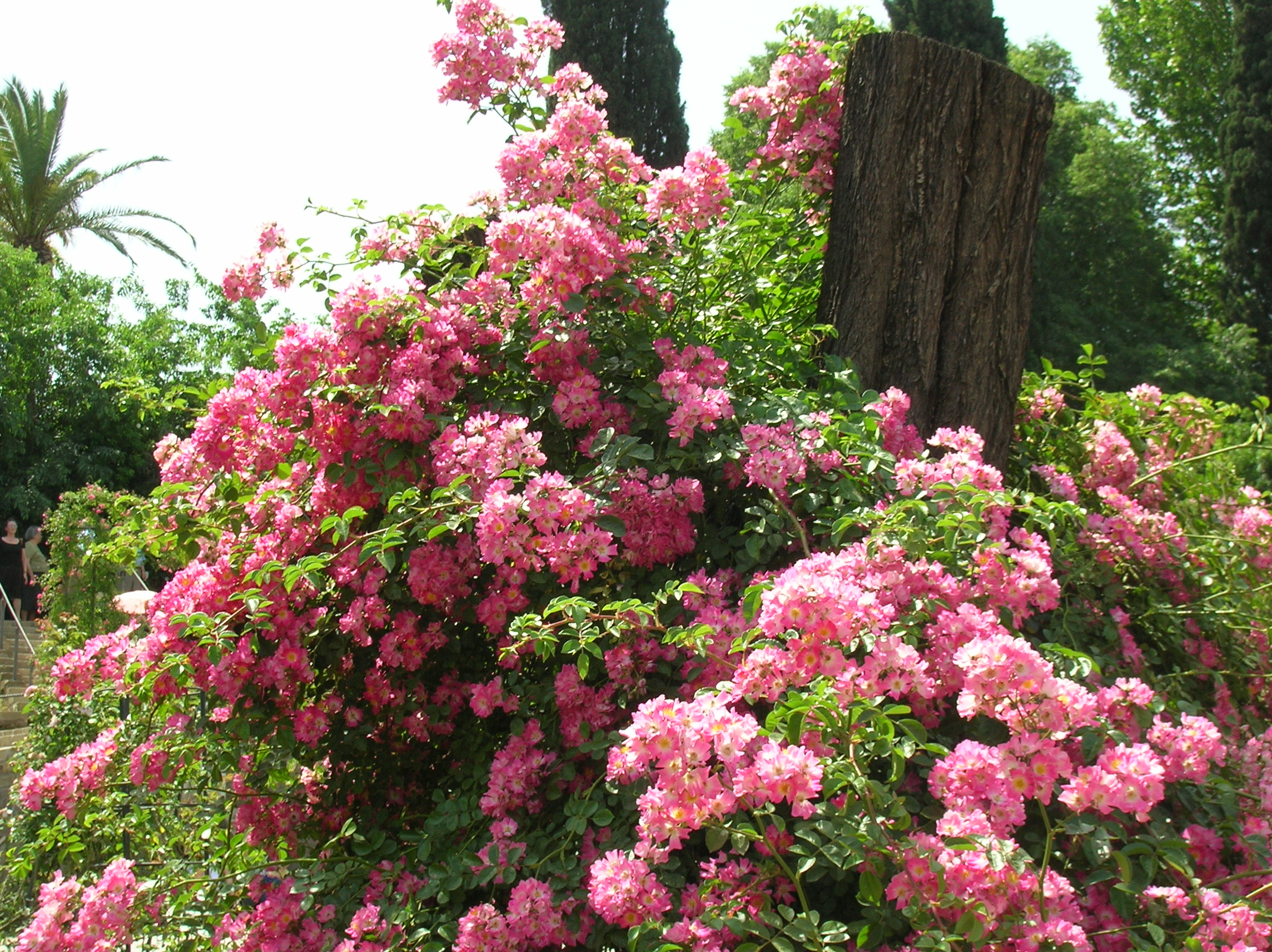
Rosa Luciano del Bufalo
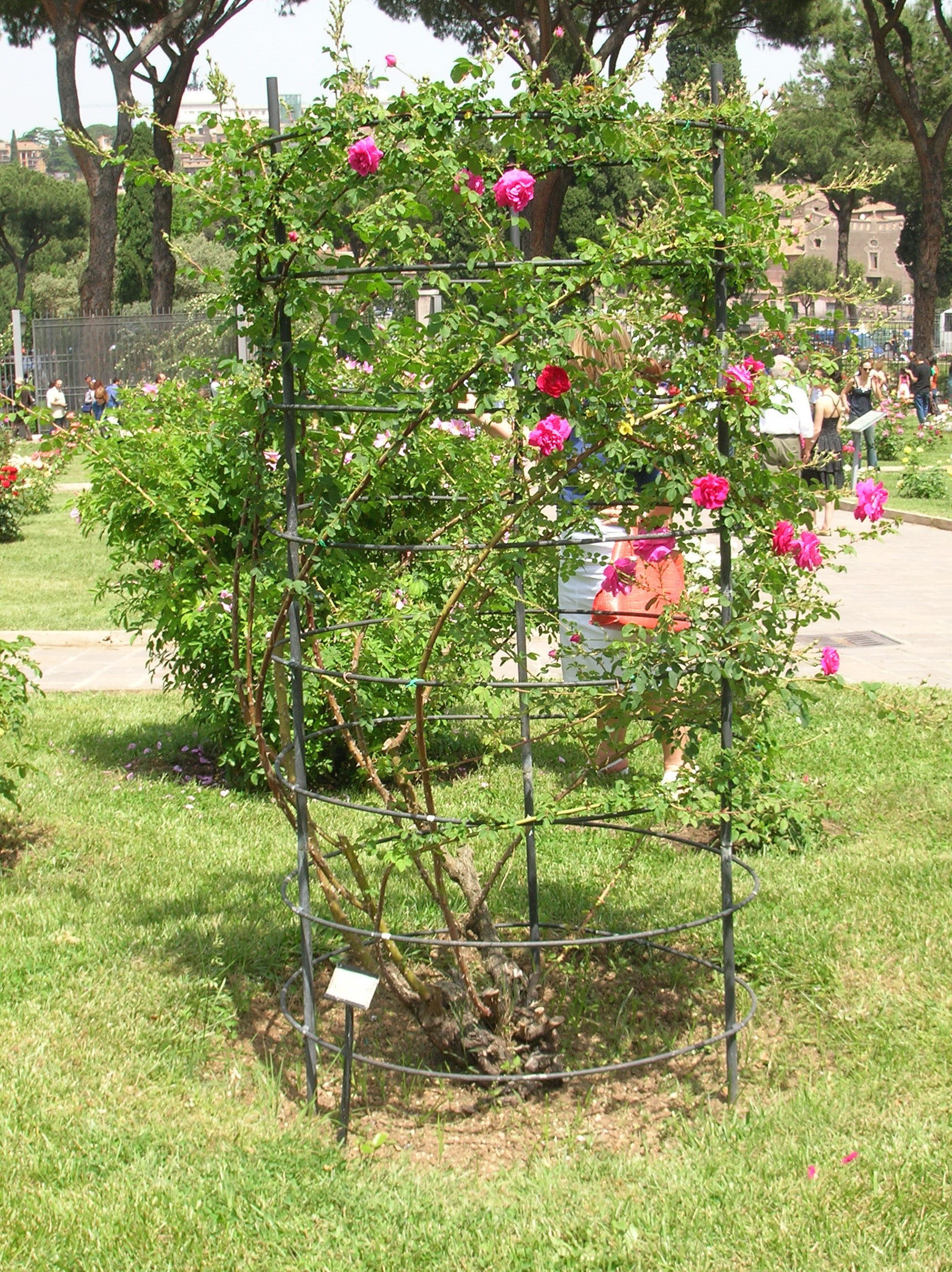
Rosa Cerise Bouquet
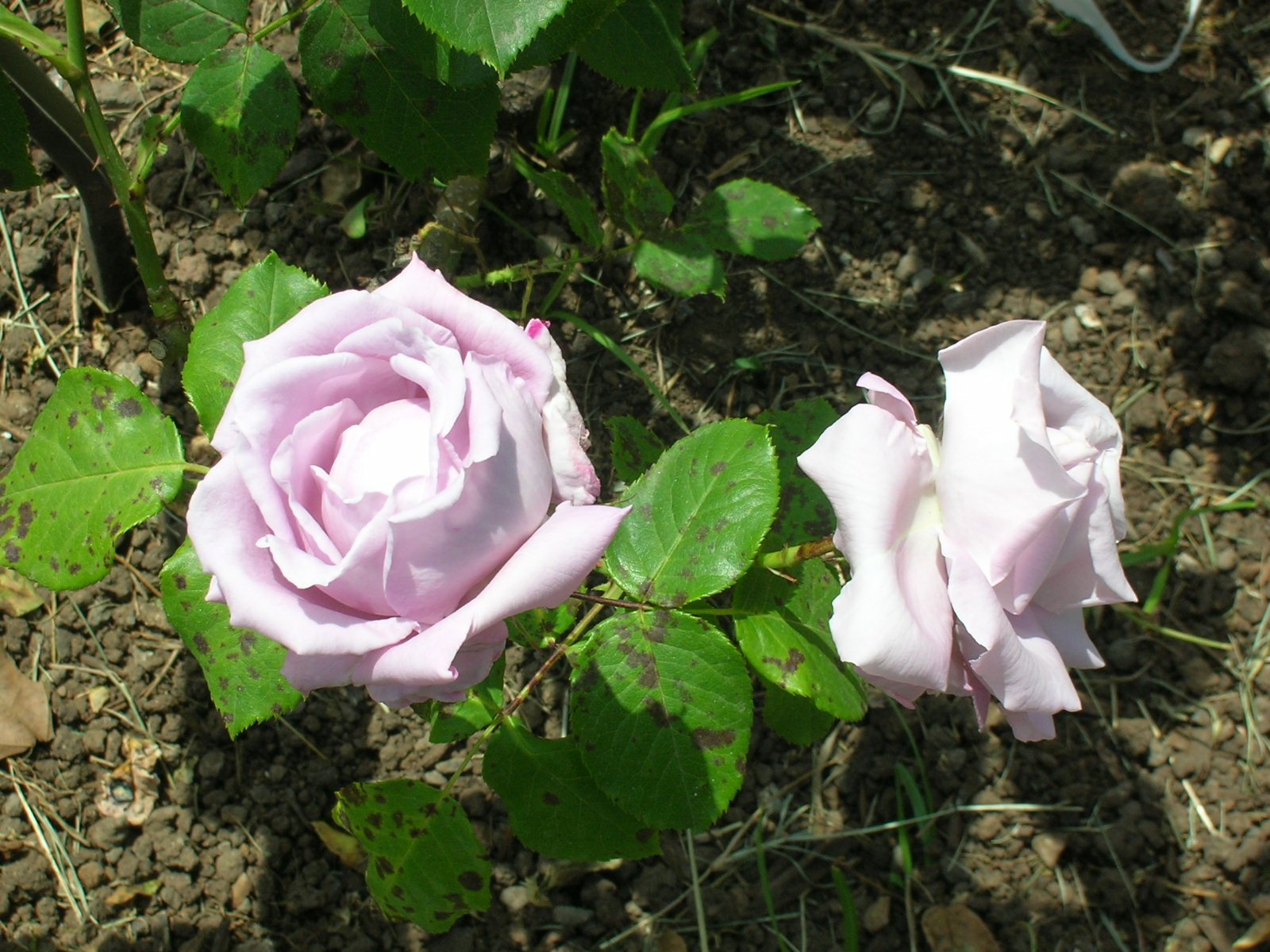
Rosa Meijerem
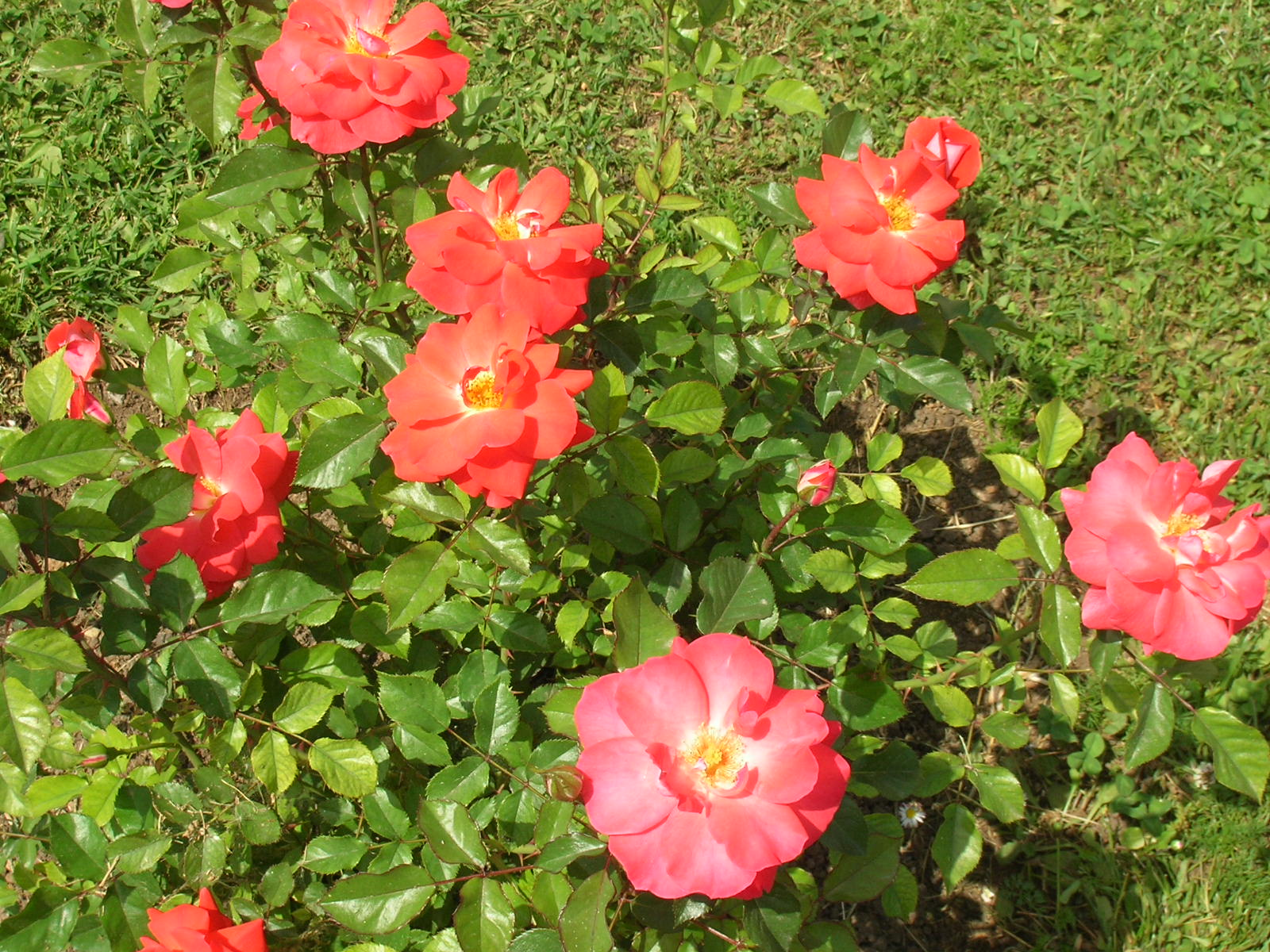
Rosa Matangi
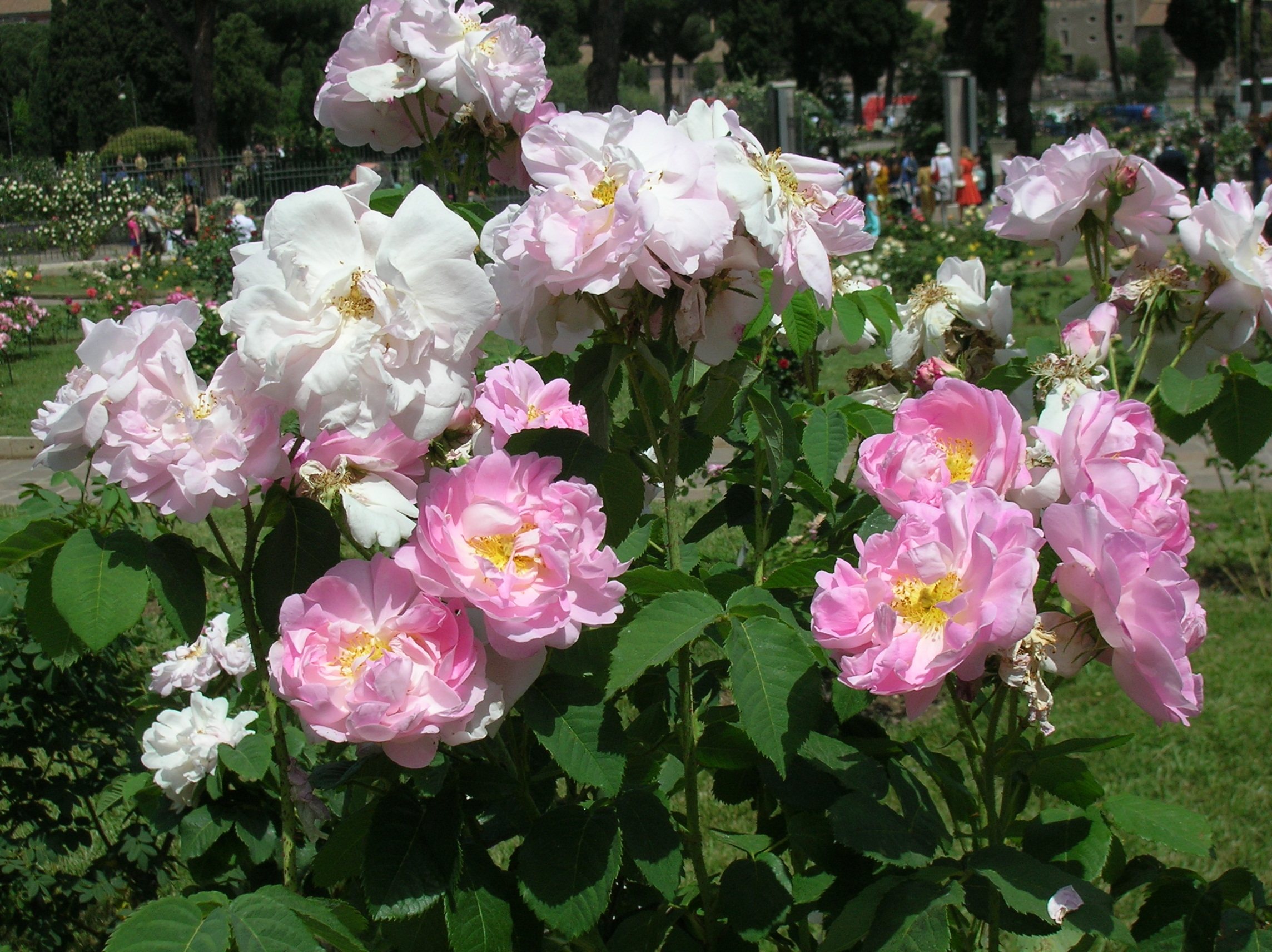
Rosa Celsiana
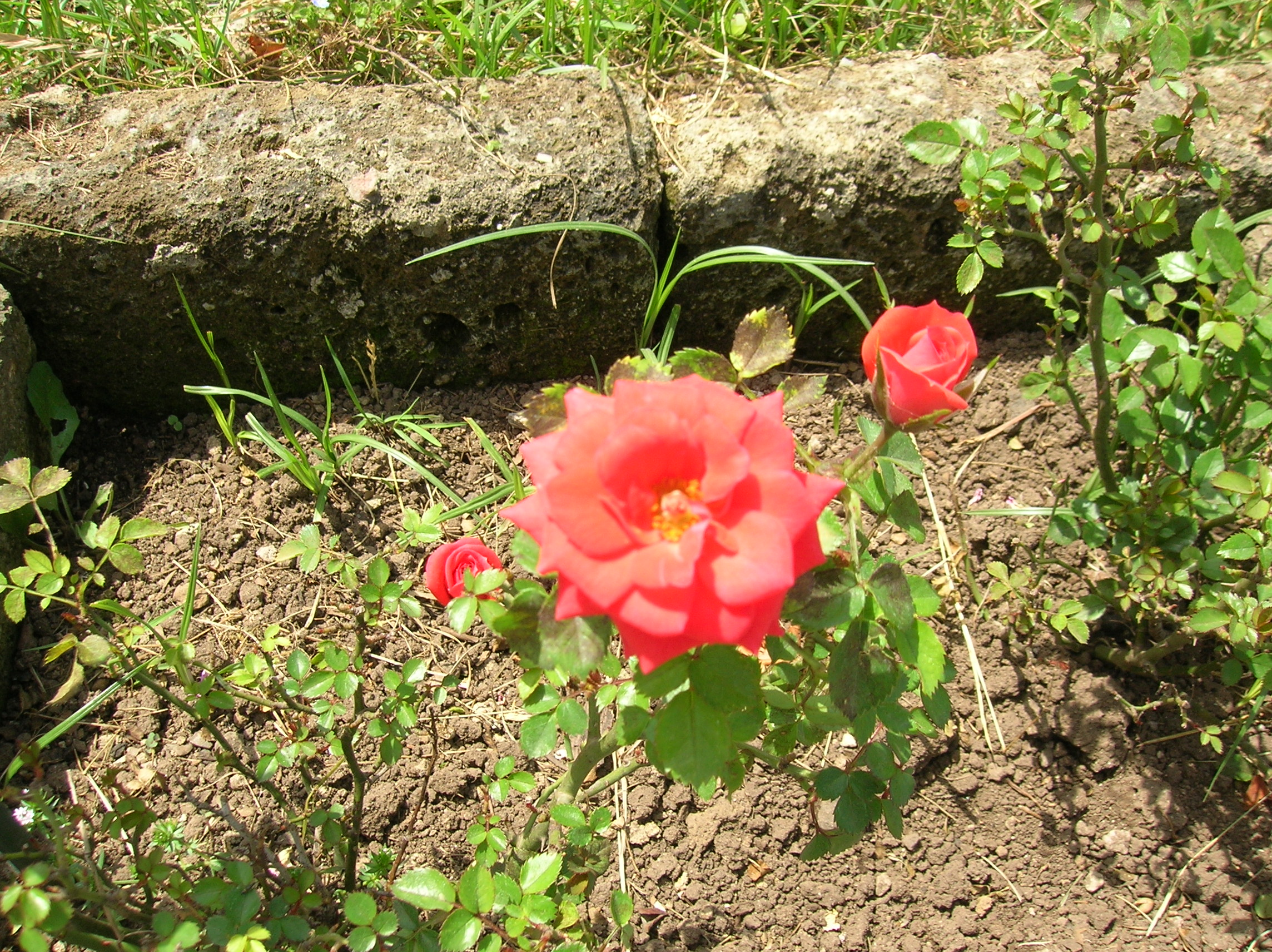
Rosa Shrimp Hit
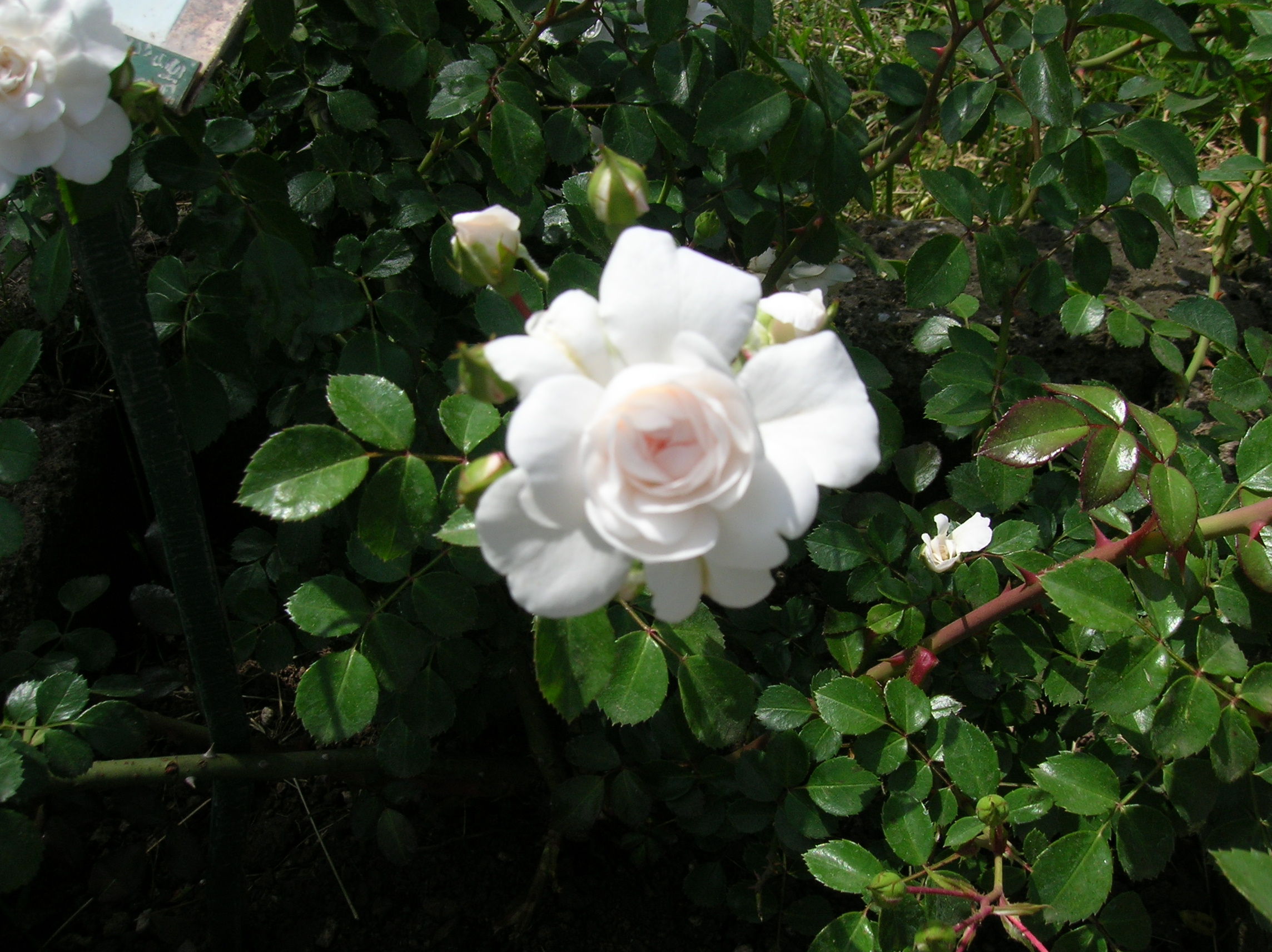
Rosa Domenica
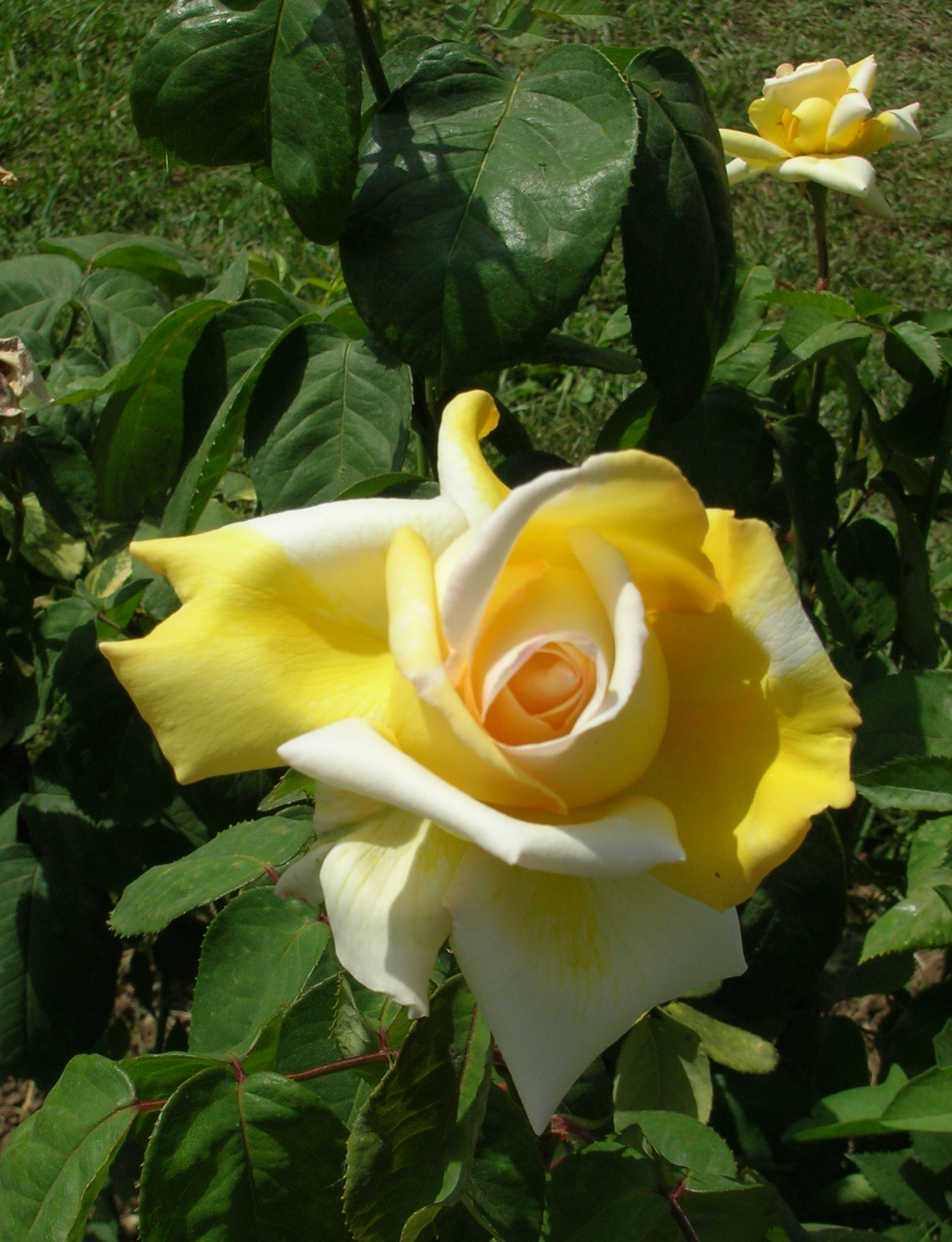
Rosa Folle courtisane
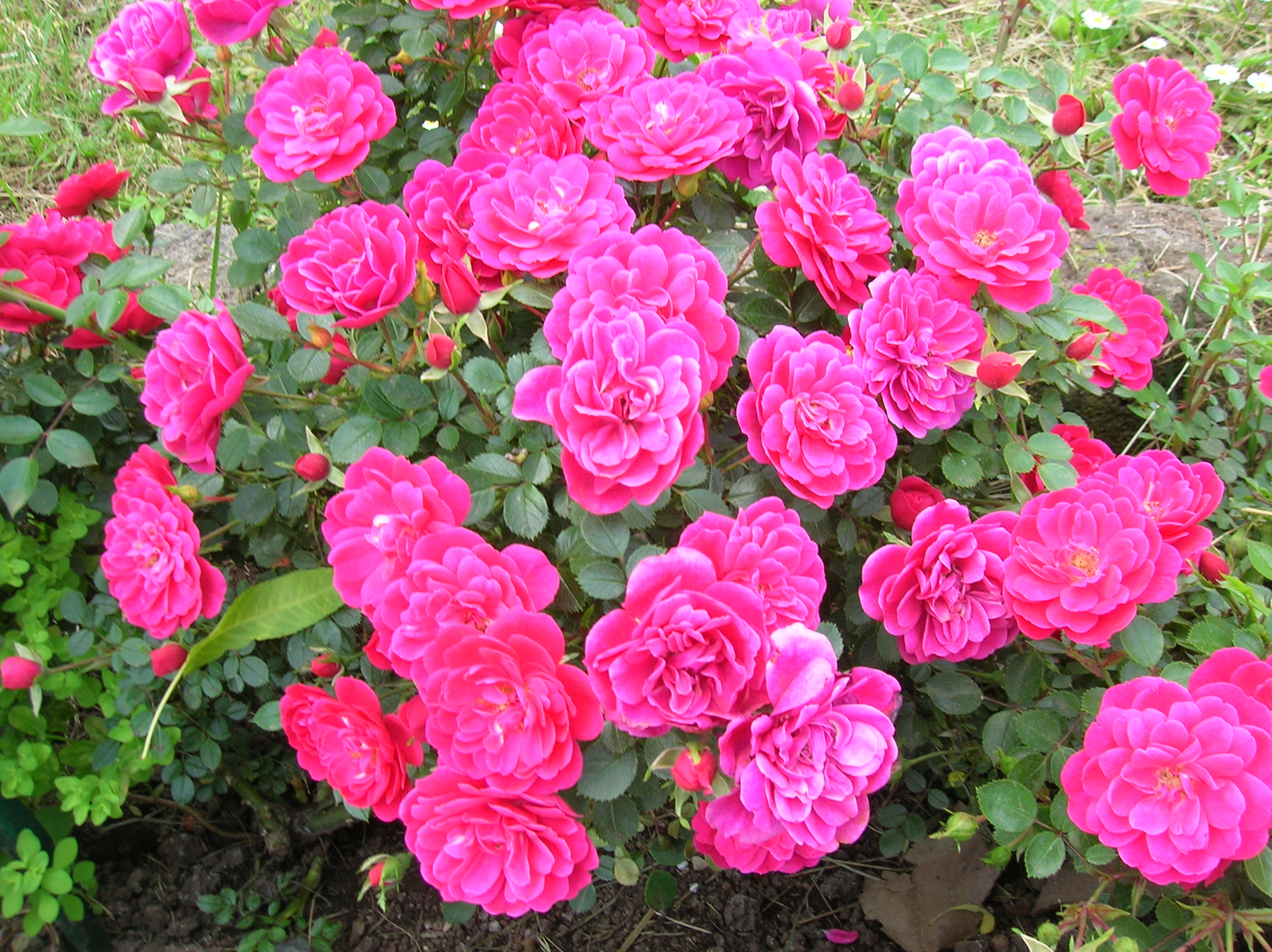
Rosa Hobby
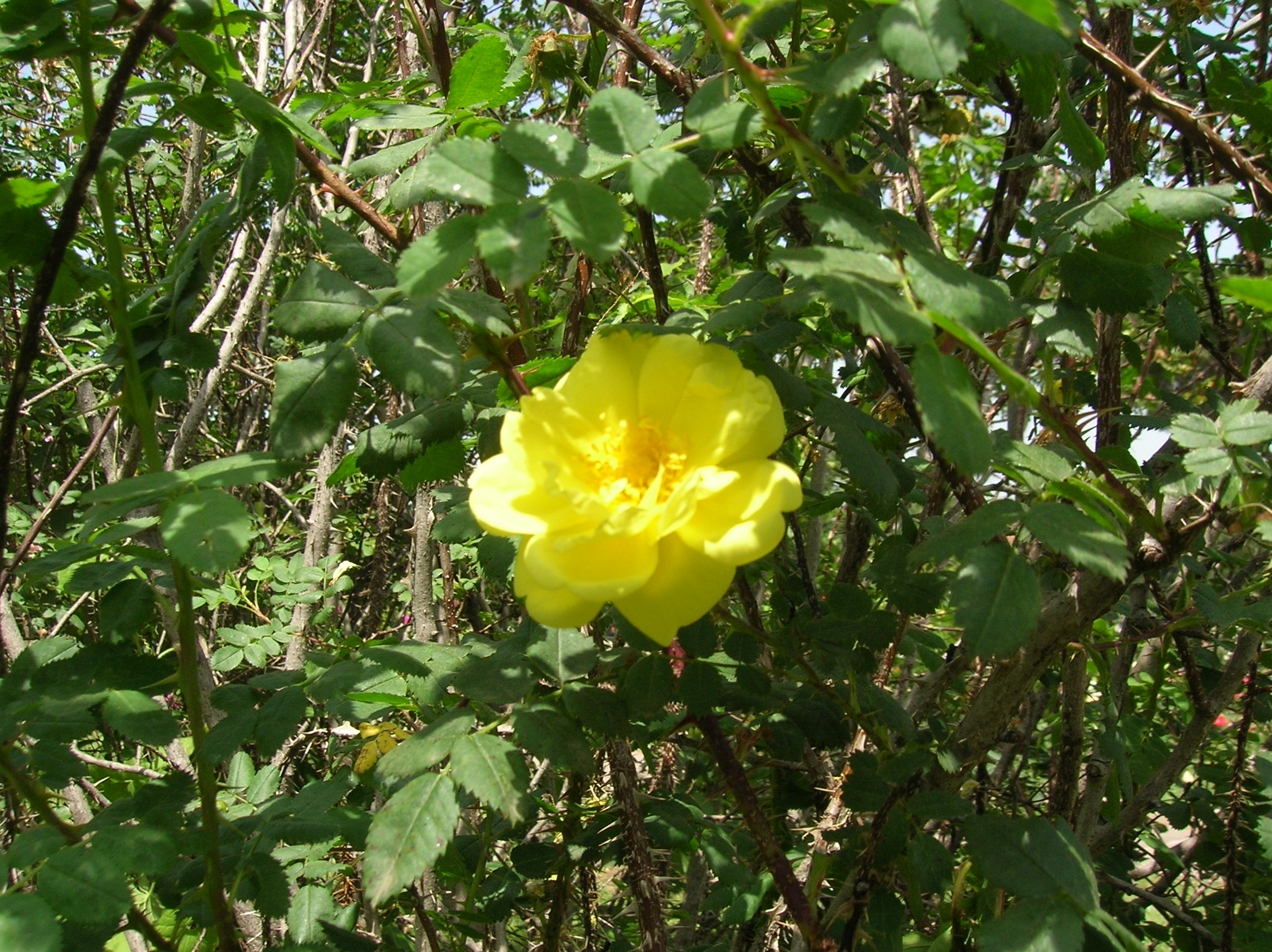
Rosa Harisonii 1830 Ibrido R Foetida
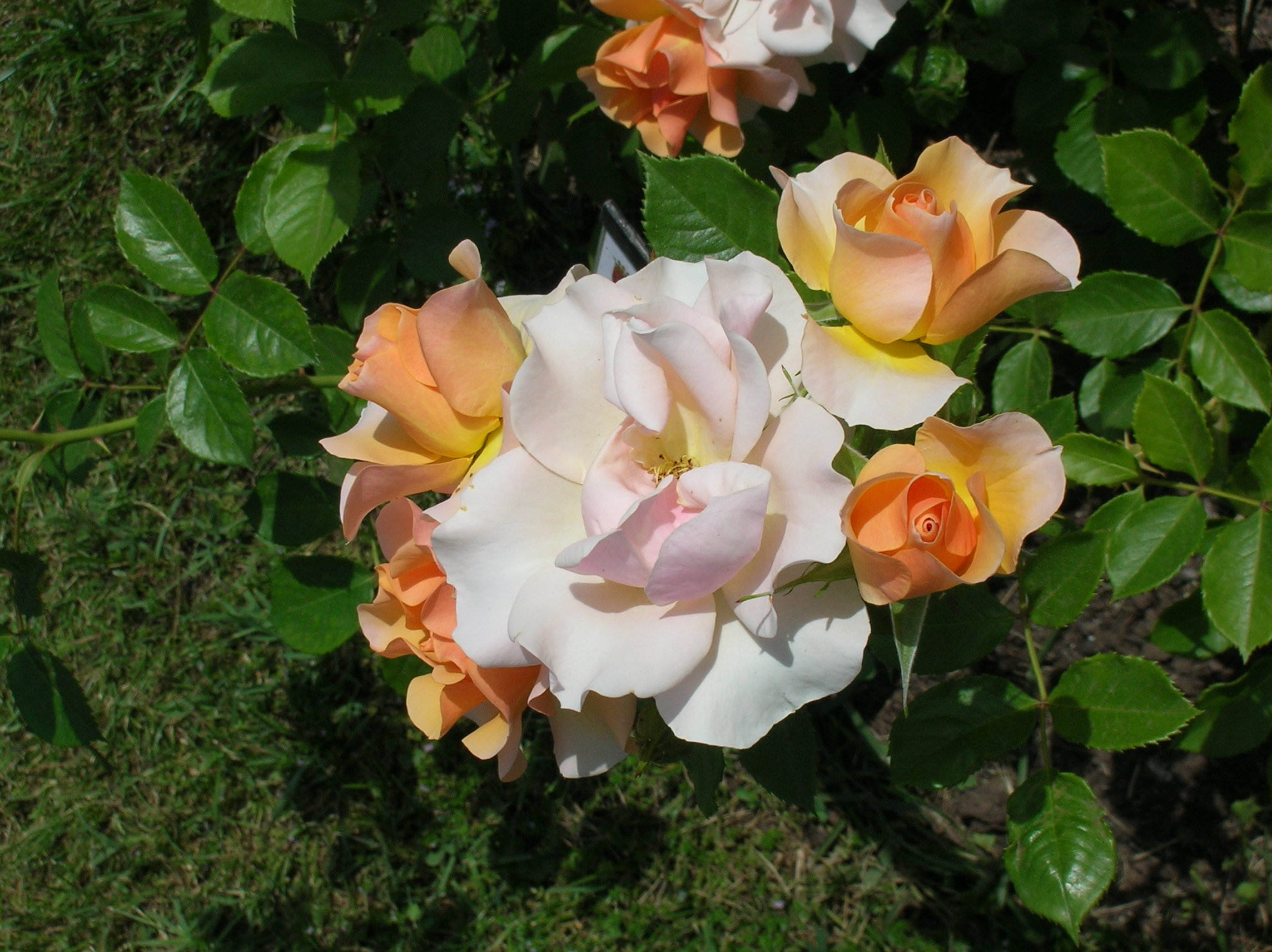
Rosa Kenniamh-Kenny
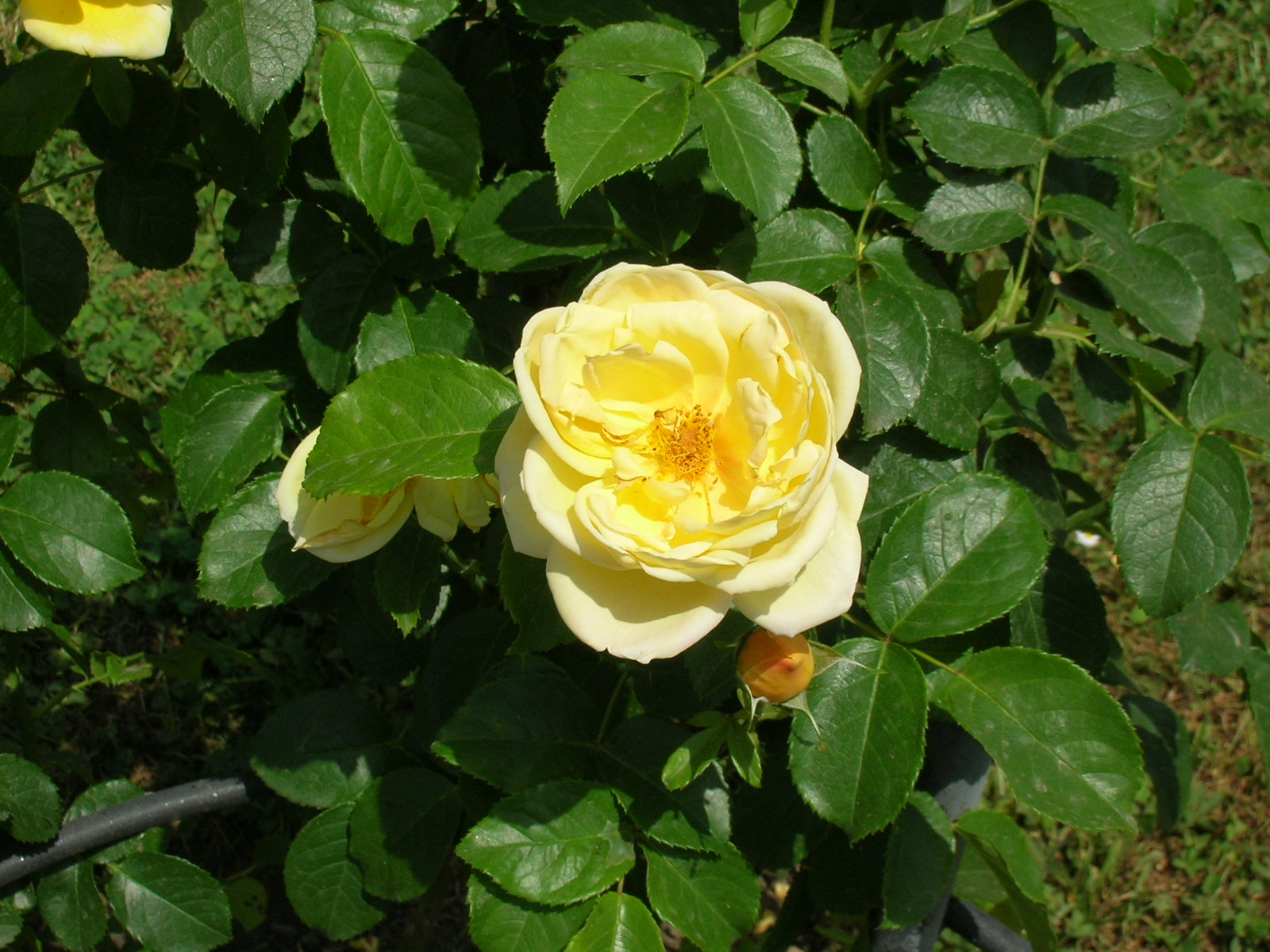
Rosa Medaglia d'oro Sarmentose
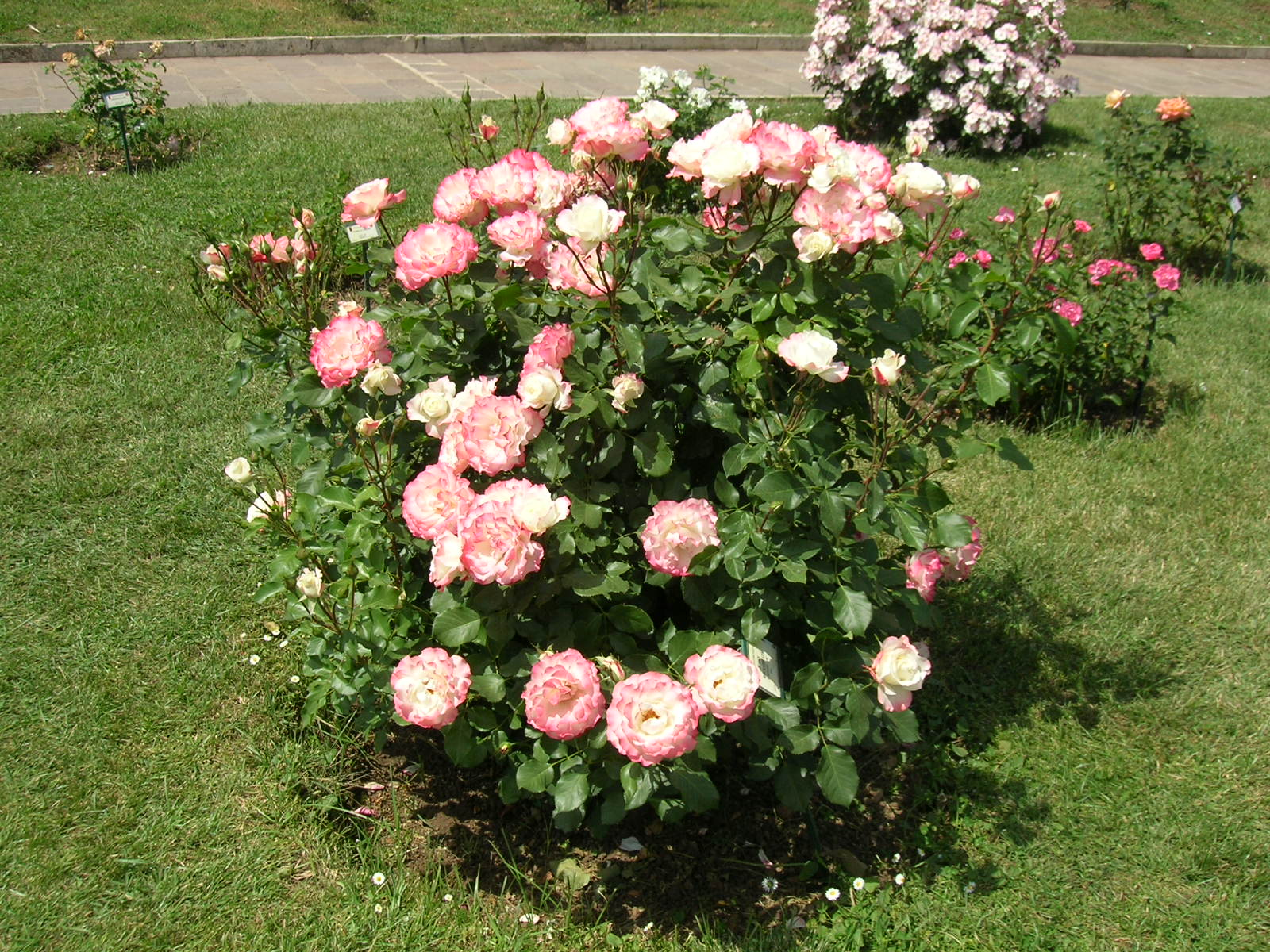
Rosa Peggy Rockfeller
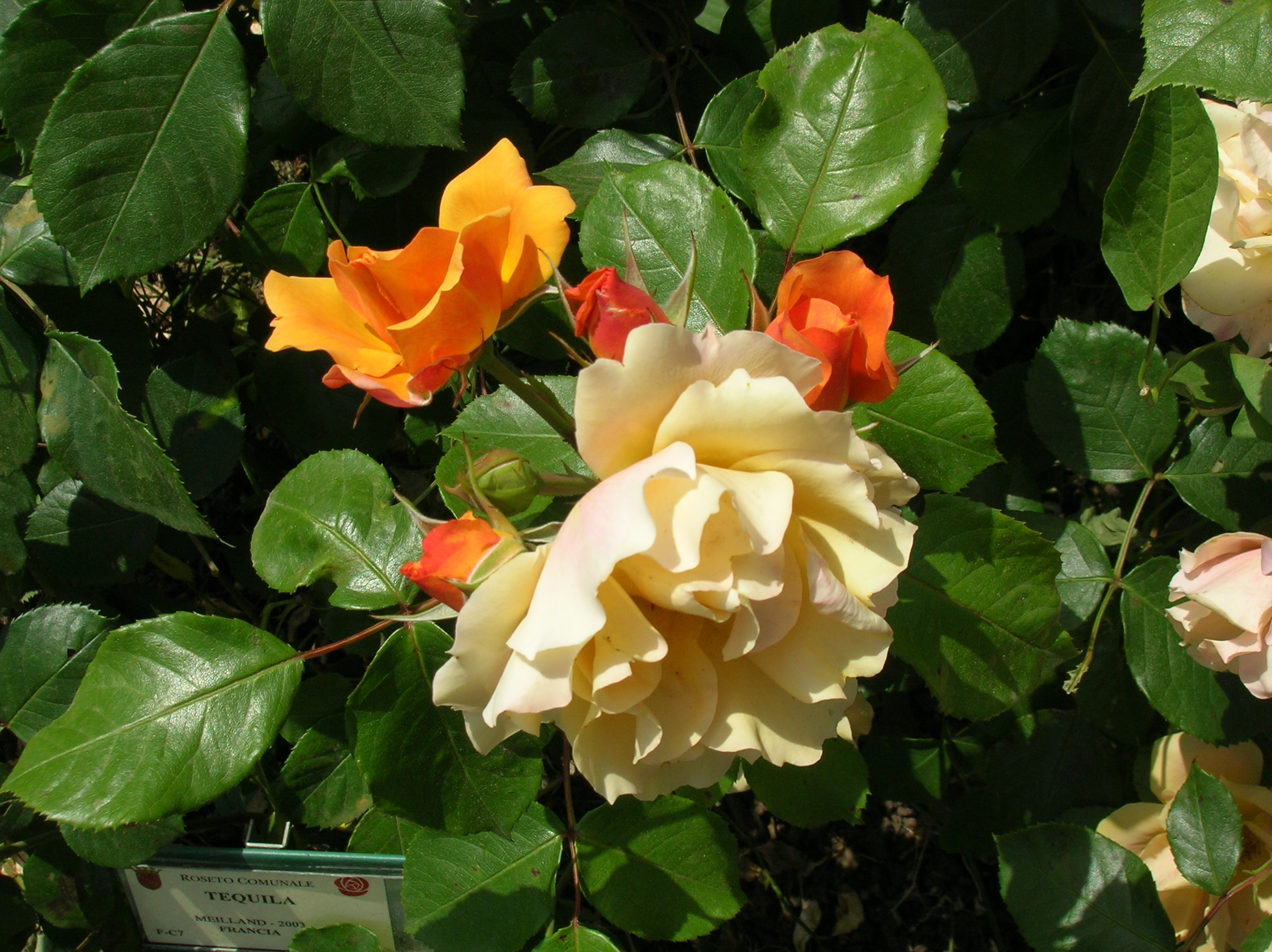
Rosa Tequila-Meilland
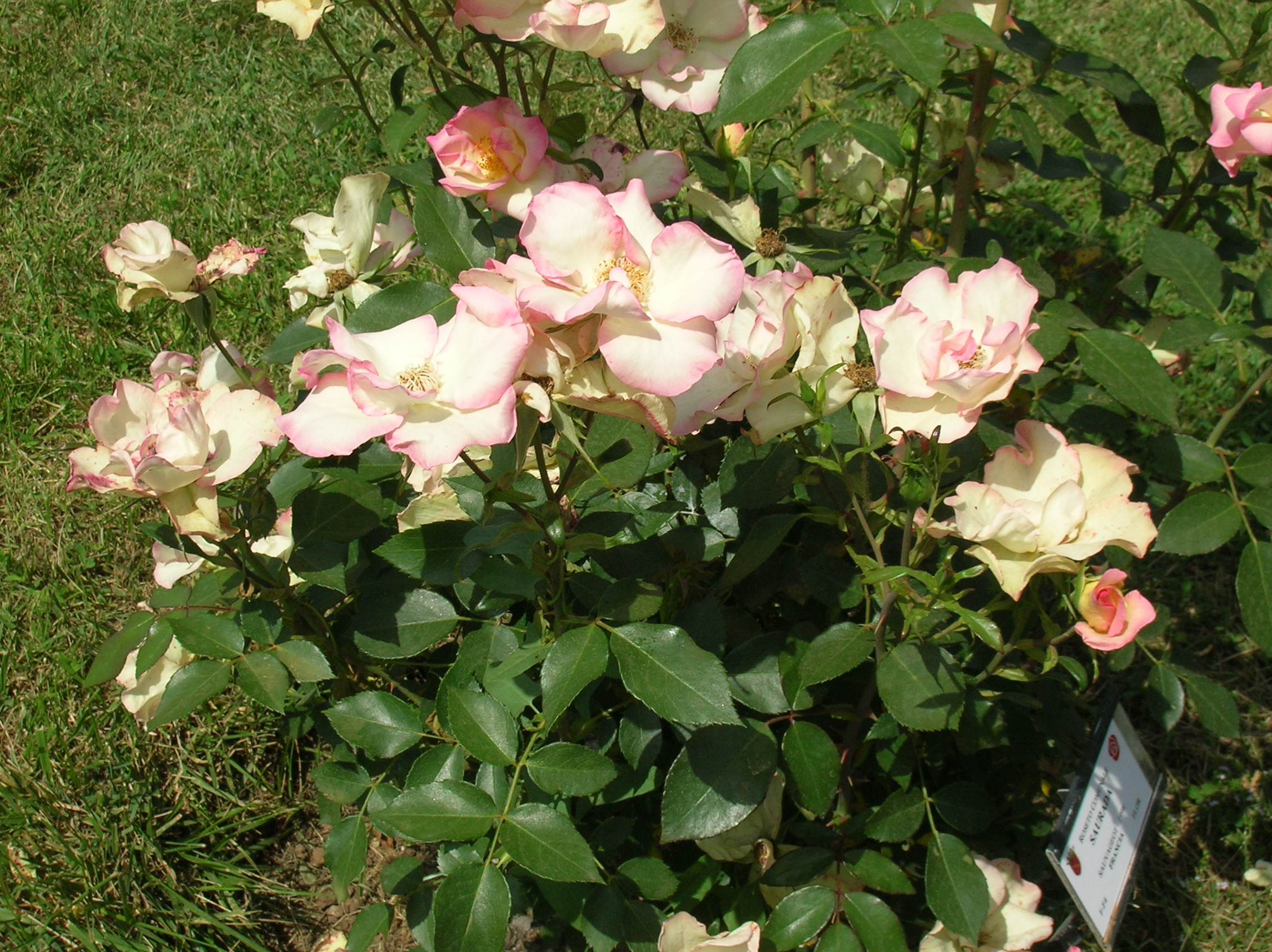
Rosa Saurada-Sauvageot